# ميتاني
ميتاني (بالكتابة المسمارية الحيثية: 𒆳𒌷𒈪𒋫𒀭𒉌 إركالا أورو: «مي-تا-ان-ني»؛𒈪𒀉𒋫𒉌) هي مملكة ناطقة باللغة الحورية قامت في شمال الهلال الخصيب في شمالي بلاد الشام وما بين النهرين. وكانت تسمى أيضًا في اللغة الآشورية هانيغالِبَات (أو هاني-رابَّات أو هانيكالبات، أو خانيغالبات، وبالكتابة المسمارية الحيثية 𒄩𒉌𒃲𒁁 «ها-ني-راب-بات»)، وتسمى نَهَارِين في النصوص المصرية الهيروغليفية.
توجد فرضيتان تتعلقان بكيفية تكوين مملكة ميتاني: إما أن ميتاني كانت بالفعل مملكة قوية في نهاية القرن السابع عشر أو في النصف الأول من القرن السادس عشر قبل الميلاد، إذ تعود بداياتها إلى ما قبل عهد تحتمس الأول، إلى زمن الملكين الحيثيين خاتوشيلي الأول ومورشيلي الأول، عندما يُطَبَق التسلسل الزمني الأوسط. أو أن ميتاني تشكلت بسبب الفراغ السياسي في الشام، والذي نشأ أولاً من خلال تدمير مملكة يمحاض من قبل الحيثيين ثم من خلال عدم قدرة الحيثيين على السيطرة على المنطقة خلال الفترة التالية لموت مورشيلي الأول.
إذا أُخِذَت الفرضية الثانية بعين الاعتبار، يمكن أن ميتاني (قرابة 1500 إلى 1300 ق. م. حسب التسلسل الزمني القصير) قد أصبحت قوة إقليمية بعد تدمير الحيثيين بابل الأمورية. ونشأت في عام 1531 ق. م. (أيضًا في التسلسل الزمني القصير) وخلق سلسلة من الملوك الآشوريين غير المؤثرين فراغًا في السلطة في بلاد ما بين النهرين.
في حين أن ملوك ميتاني وأعضاء آخرين من الملوك حملوا أسماء من أصل هندو-آري، وابتهلوا للآلهة الهندية-الآرية المشهود لها في ريجفدا، فمن المحتمل أنهم استخدموا لغة السكان المحليين، والتي كانت في ذلك الوقت اللغة الحورية وهي لغة غير هندية-أوروبية. تظهر دائرة نفوذهم في أسماء الأماكن الحورية والأسماء الشخصية وانتشار نوع فخار مميز عبر الشام وسائر المشرق.
عندما كانت ميتاني في أوج قوتها - سنة 1350 قبل الميلاد - كانت تعتبر في «ممالك القوى العظمى» إلى جانب مصر القديمة والحيثيين وبلاد بابل وآشور. ويعتبر العلماء أن مملكة ميتاني من أقل حضارات الشرق الأوسط القديم دراسة، وأن عدد الأبحاث الصادرة عنها قليلة جدا، حتى إن عاصمة المملكة نفسها واشوكاني لم يُكْشَف عنها وتحديدها بعد. يشير الباحث مهدي كاكه يي إلى أن مملكة ميتاني توصف بـ«الغامضة» و«المنسية» أحياناً.

## أصل التسمية

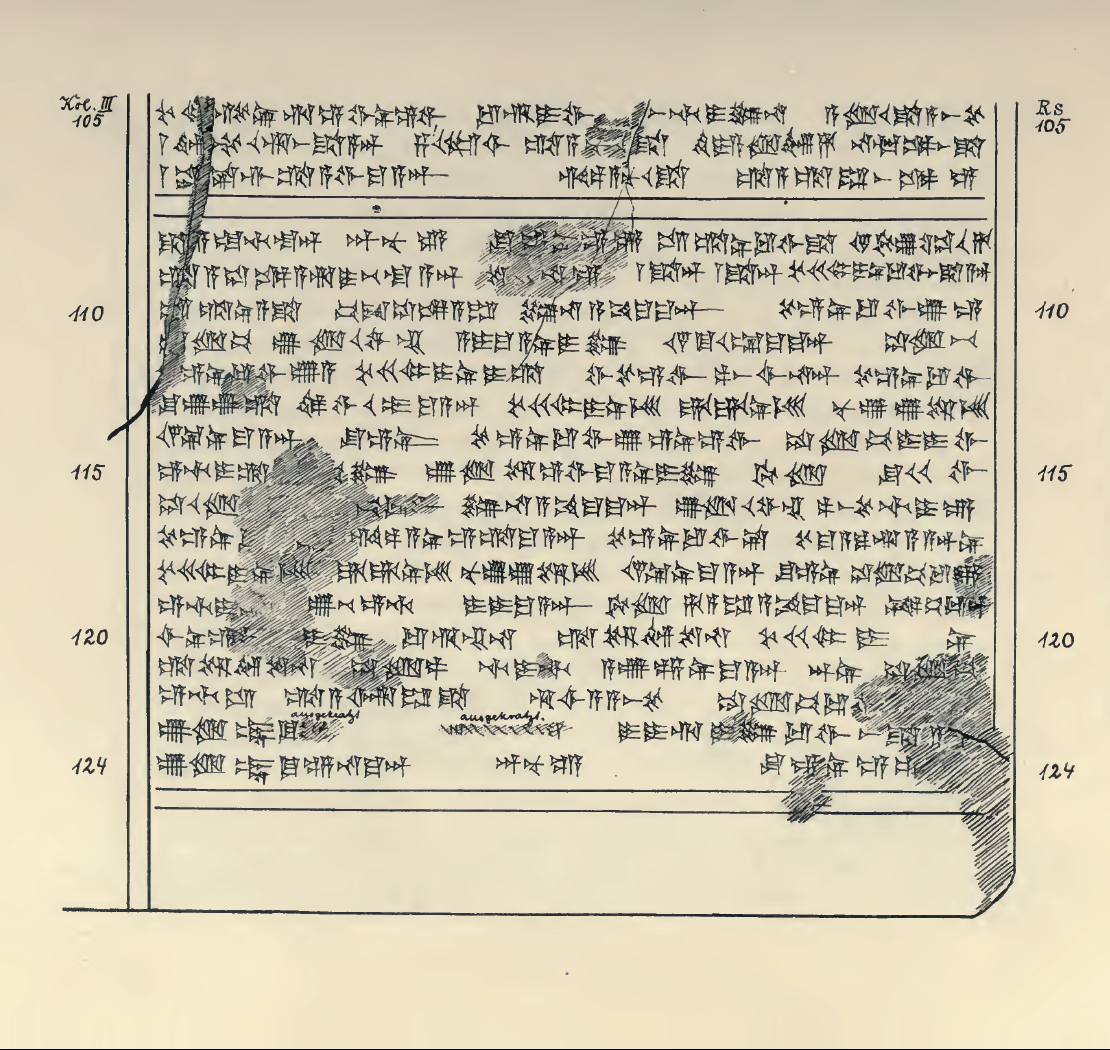
نسخة حديثة من رسالة من توشراتا إلى أمنحتب الثالث (باللغة الحورية)

عُرِفت مملكة ميتاني لجيرانها بأسماء مختلفة. أشار إليها المصريون باسم «ماريانو»، و«نَهَارِين» و«ميِتانِّي». أشار إليها الحيثيون باسم «حوري». وأشار إليها الآشوريون باسم «هانيغالِبَات» أو «هاني-رابَّات».
يبدو أن هذه الأسماء تشير إلى نفس المملكة وغالبًا ما ٱستخدمت بالتبادل، وفقًا للباحث مايكل سي أستور. تذكر السجلات الحيثية شعبًا يُدعى «حوري» يقع في شمال شرق الشام. يذكر مخطوط حيثي ربما يعود لعهد الملك الحيثي مورشيلي الأول «ملك الحوريين». جعلت النسخة الآشورية الأكدية من النص ككلمة «حوري» ككلمة «هانيغالبات». يشير الملك توشراتا والذي يطلق على نفسه «ملك ميتاني» في رسائله الأكدية في تل العمارنة إلى مملكته باسم «هانيغالبات».
يمكن قراءة أقدم دليل على مصطلح هانيغالبات باللغة الأكدية ضمن «حوليات خاتوشيلي الأول» (قرابة 1650 - 1620 ق. م.) إلى جانب نسخة اللغة الحيثية التي تذكر «العدو الحوري».
تسمي المصادر المصرية ميتاني «نهرن»، والتي تُلفظ عادةً باسم «نَهَارِين(ا)»، من الكلمة الآشورية-الأكدية لكلمة «نهر»، (يمكن مقارمة ذلك بآرام-نهارايم). عُثِرَ على اسم ميتاني لأول مرة في «مذكرات» الحروب السورية (قرابة 1480 ق. م.) للفلكي وصانع الساعات الرسمي أمينمحات والذي عاد من «بلد أجنبي يسمى ‹مي-تا-ني›» في زمن الفرعون تحتمس الأول. قد تكون هذه الرحلة الاستكشافية إلى نهارين التي أعلن عنها تحتمس الأول في بداية عهده قد حدثت بالفعل خلال فترة حكم السابقة والطويلة للفرعون أمنحتب الأول. يعتقد الباحث هيلك أن هذه هي نفس الرحلة الاستكشافية التي ذكرها الفرعون أمنحتب الثاني.
لدى قراءة المصطلح الآشوري «خانيغالبات» تصورات المتعددة. رُبِطَ الجزء الأول بـ«هانو» («𒄩𒉡») أو «هانا»، والتي وُثِقَت لأول مرة في مملكة ماري لوصف السكان الرحل على طول الشاطئ الجنوبي لمنطقة شمال الفرات، بالقرب من تيرقا ونهر الخابور. تطور المصطلح إلى أكثر من مجرد تسمية لمجموعة أشخاص، ولكنه اتخذ أيضًا جانبًا طوبوغرافيًا. في الفترة الآشورية الوسطى، اقترحت عبارة «𒌷𒆳𒄩𒉡𒀭𒋫» («أورو كور ها-نو أن تا»)، والتي تعني «مدن أعالي هانو» أن هناك تمييزًا بين مدينتين اثنتين مختلفتين تسمى «هانو»، من المحتمل أنهما كانتا على كل جانب من جانبي النهر. يمتد تعيين الجانب الشمالي هذا على معظم الأراضي الأساسية لولاية ميتاني.
العلامتان اللتان أدت إلى قراءات مختلفة هما «𒃲 ‹گال›» وشكلها البديل «گالگ» «𒆗 گال 9». قدمت المحاولات الأولى لفك الرموز في أواخر القرن التاسع عشر أشكالًا تفسر كلمة «گال»، والتي تعني «عظيم» باللغة السومرية، كرسم رمزي لـ«راب» الأكدية التي لها نفس المعنى؛ تعني «هاني-رابات» تعني «هاني الكبير». أيد كل من يورغن ألكسندر كنودتزون وإفرايم أفيغدور سبايزر من بعده، بدلاً من ذلك قراءة «گال» على أساس تهجئتها البديلة بـ «گالگ»، والتي أصبحت منذ ذلك الحين وجهة نظر الأغلبية.
لا تزال هناك صعوبة في تفسير اللاحقة «-بات» إذا لم تنته العلامة الأولى بالحرف «ب»، أو التشابه الظاهري للنهاية المؤنثة في اللغات السامية «-ات»، إذا كانت مشتقة من كلمة «حورية». في الآونة الأخيرة في عام 2011 قدم الباحث ميغيل فاليريو من جامعة نوفا لشبونة دعمًا مفصلاً لصالح القراءة القديمة هاني-رابات. إعادة القراءة تجعل الحجة على أساس التردد حيث «گال» وليس «گالگ» أكثر عددًا بكثير؛ مع كون الأخير انحرافا موجودا في ستة وثائق، كلها من محيط النفوذ الأكدي. بالإضافة إلى ذلك، على الرغم من تمييزها بيانيا، هناك درجة عالية من التداخل بين العلامتين إذ تشير «گالگ» إلى «دانُّوم» أو «قوي» وليس «عظيم»، ويمكن استخدامها بسهولة كمرادفات. تمثل كلتا العلامتين أيضًا قراءات مترابطة؛ تشمل القراءات البديلة لـ «ضلع» (بالإنجليزية: «rib»)‏ و«تمزق» (بالإنجليزية: «rip»)‏ تمامًا مثلما تُقرأ «گال» على أنها «راب».

## الأصول
يدعي الباحث والمؤرخ ميركو نوفاك أن مملكة ميتاني نشأت بعد عام 1600 قبل الميلاد بقليل خلال الفترة البابلية القديمة قبل جيلين على الأقل من نهب بابل من قبل الحيثيين الذي يعتبره نوفاك عام 1522 قبل الميلاد (حسب التسلسل الزمني المنخفض للباحث جيه ميبرت) عندما ظهر «ملك الحوريين»، وهو على الأرجح أحد أوائل حكام ميتاني كمعارض لخاتوشيلي الأول. ولكن، نظرًا لأن الحفريات الجديدة وتأريخ الكربون المشع في زنجرلي هيوك تؤكد التسلسل الزمني الأوسط لملك الحيثيين خاتوشيلي الأول (1650-1620 قبل الميلاد)، يمكن أيضًا اقتراح بداية مملكة ميتاني في منتصف القرن السابع عشر قبل الميلاد. من الممكن أن يكون موقع زنجرلي هيوك جزءًا من حملة خاتوشيلي الأول ضد زالبوا من أجل تعطيل شبكة التبادل المرتبطة بحلب والتي كانت تربط في السابق نهر الفرات وشمال الشام ووسط الأناضول.
أظهرت الحفريات في سنة 2017 في سد إليسو في أعالي نهر دجلة في جنوب تركيا أيضًا بداية مبكرة جدًا لفترة مملكة ميتاني، كما هو الحال في أنقاض معبد في موسلومانتيبي إذ عُثِرَ على قطع أثرية طقسية وختم أسطواني ميتاني أُرِخَ بالكربون المشع لفترة 1760-1610 قبل الميلاد. يصف عالم الآثار أيوب آي في ورقته البحيثية في عام 2021 المرحلة الثانية من المعبد بأنها «مركز إداري، كان فيه حرفيون يعملون في ورشاته بالإضافة إلى مزارعين وبستانيين ورعاة [الذين] قد يكونون محكومين بواسطة كاهن مرتبط بزعيم ميتاني قوي».

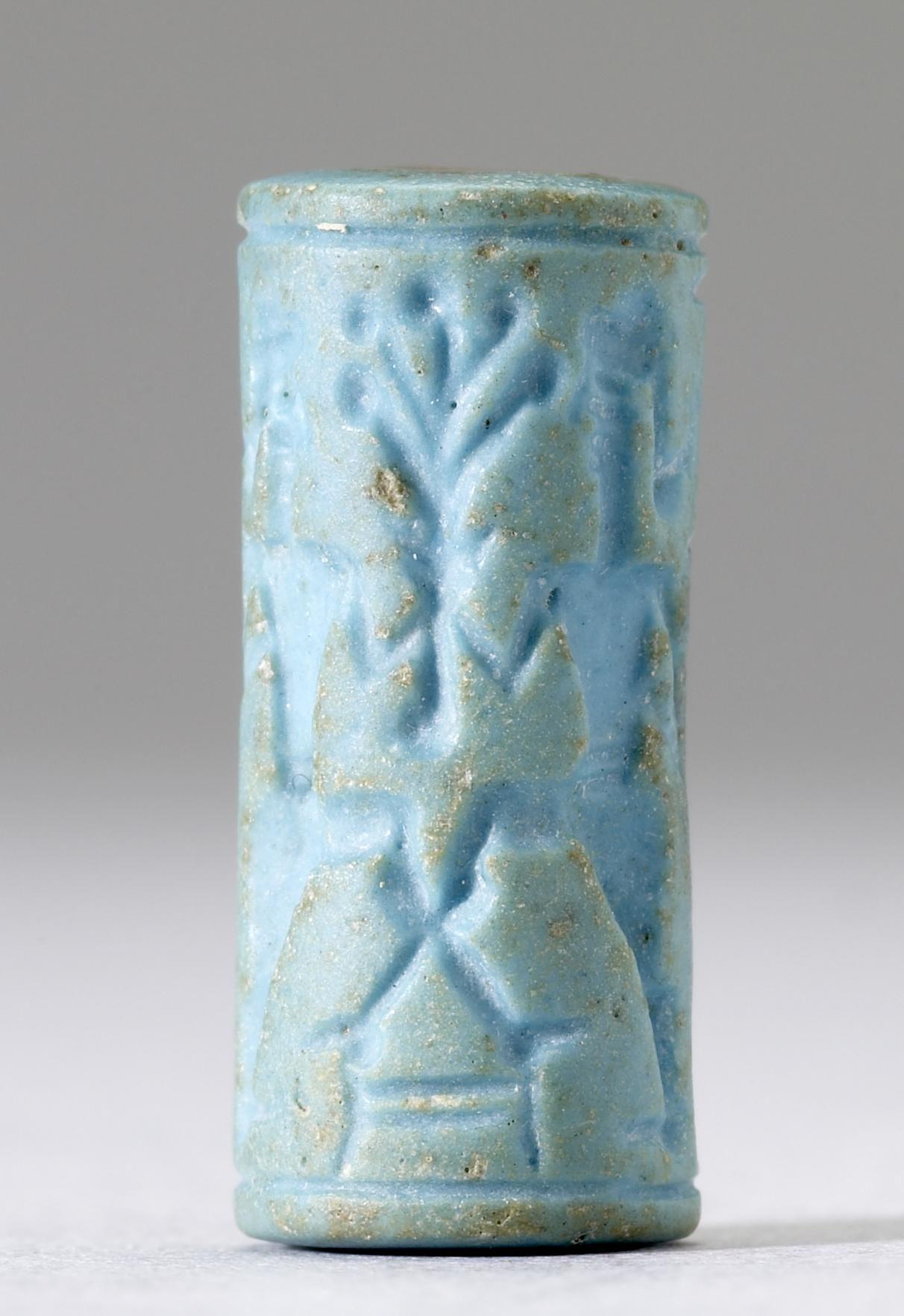
ختم أسطواني من ميتاني من الخزف ذو النمط الشائع لشخصيات بطولية حول شجرة والفتخاء، متحف والترز للفنون
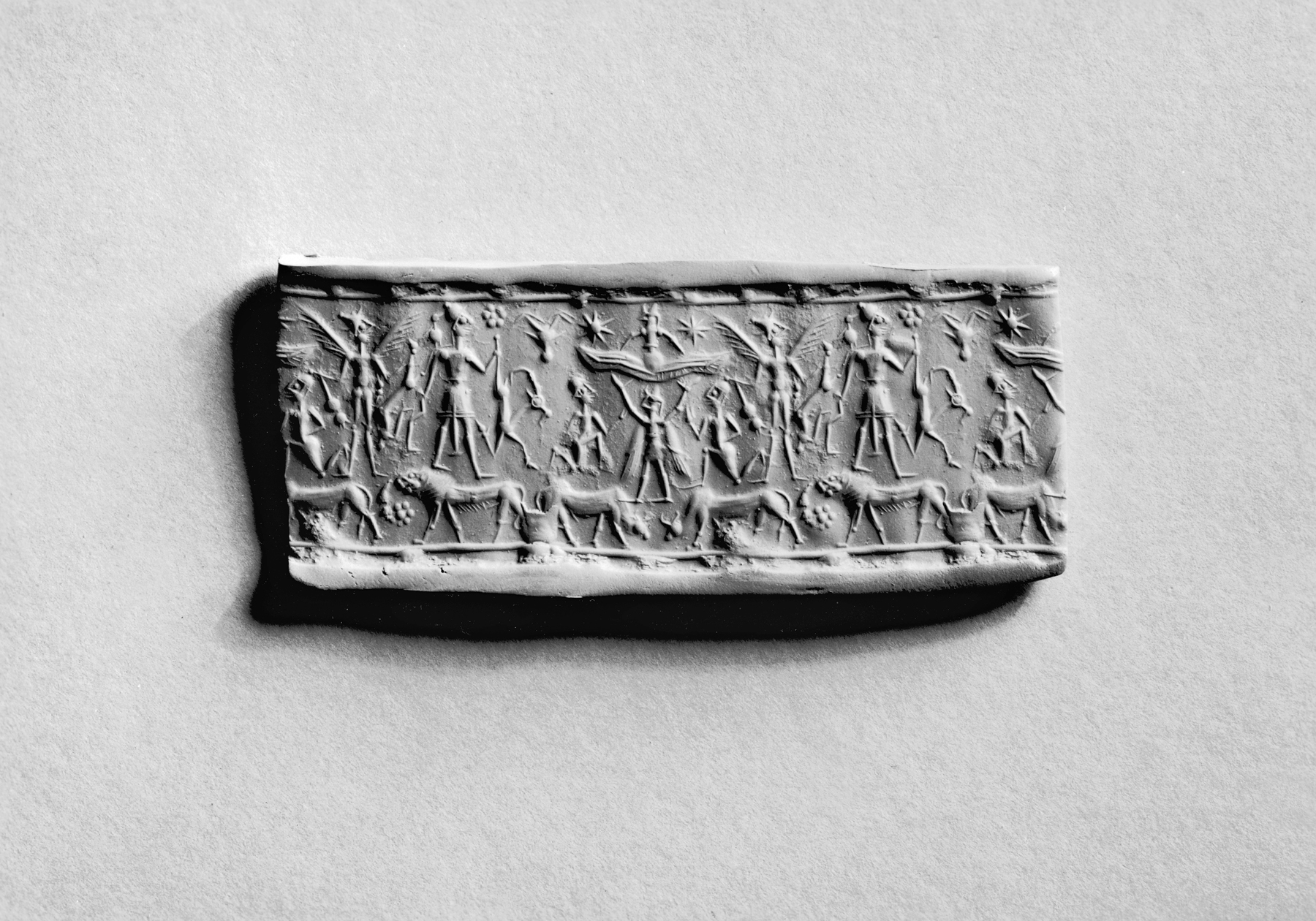
طبعة من الصلصال لختم أسطواني يمثل آلهة أو جنيًا وحيوانات، متحف والترز للفنون
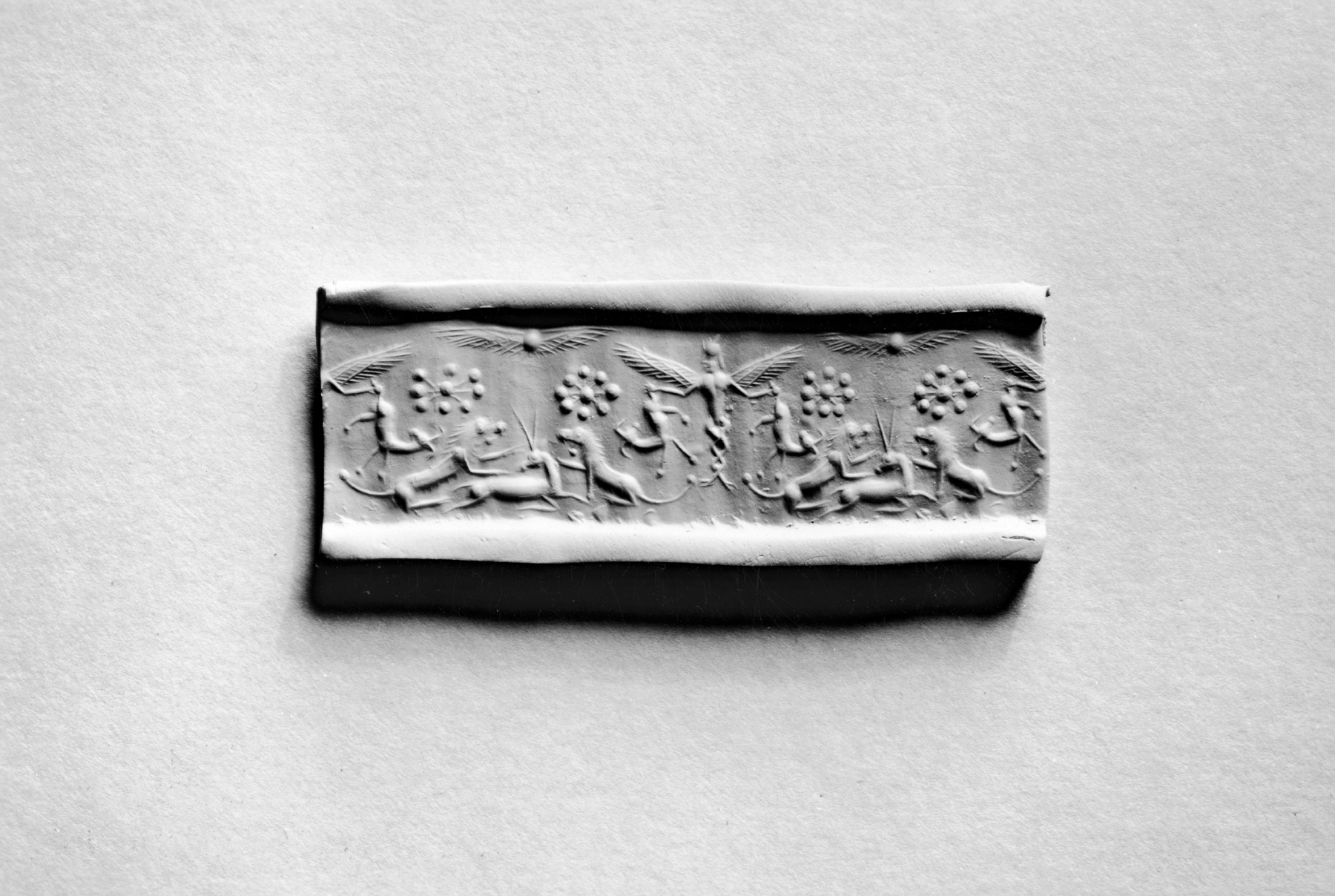
طبعة من الصلصال لختم أسطواني من النوع المتقن، يصور جنيًا مجنحًا يسيطر على حيوانات وحيوانات قتالية وتصميمات نباتية وألواح مجنحة، متحف والترز للفنون
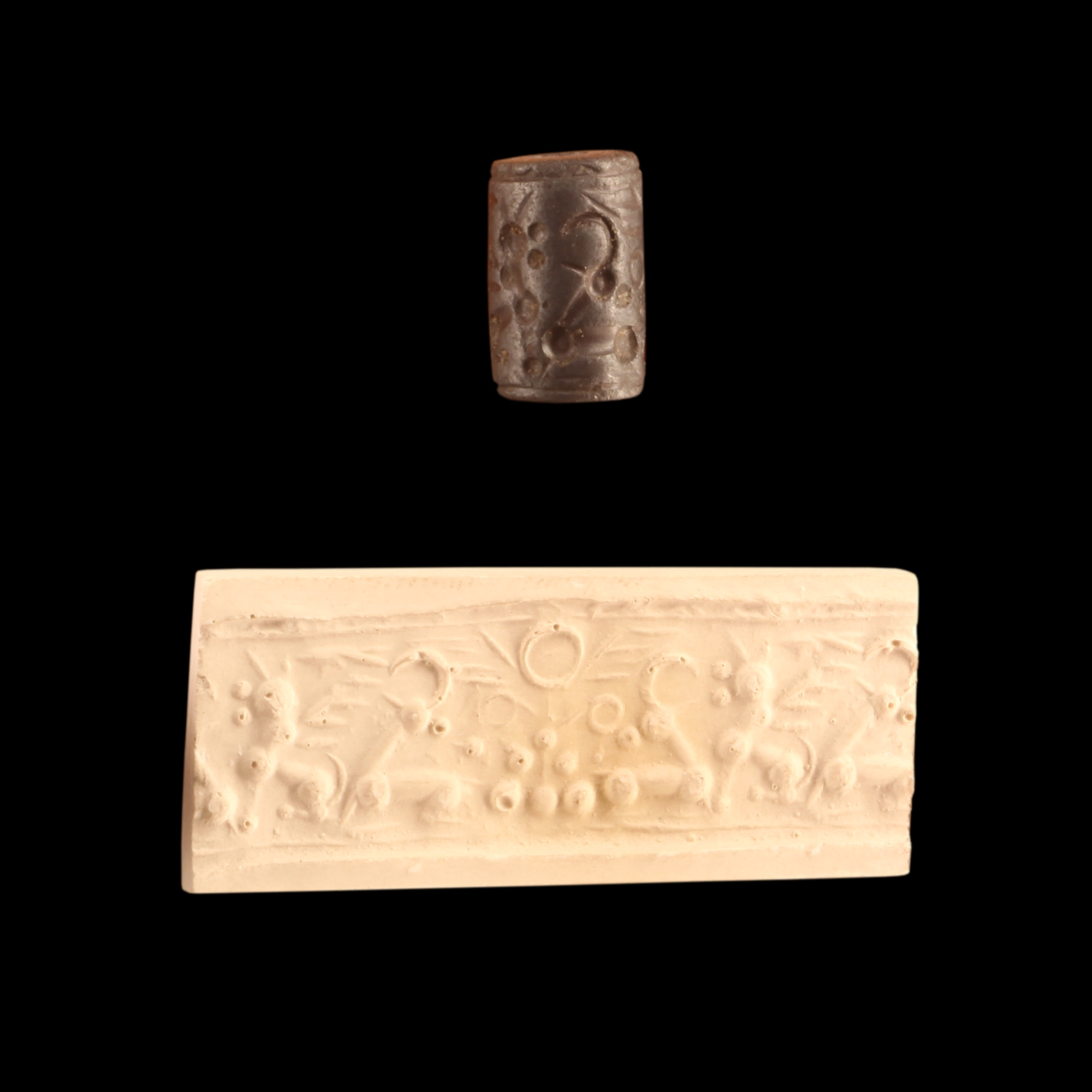
ختم أسطواني من الهيماتيت مع انطباعه على الصلصال، والذي يمثل الفتخاء مرتبة بشكل متماثل حول قرص مجنح، نوع وضعه من ميتاني، متحف قصر الفنون الجميلة في ليون.

كما تشير الحفريات الأثرية الأخيرة فإن أراضي ميتاني يمكن أن تكون أيضًا إلى الشرق من أعالي نهر دجلة حيث نقب علماء الآثار عن بلدة تسمى الآن باسيتكي في شمال العراق، والتي كانت على الأرجح مدينة مردمان القديمة مع وجود طبقات ميتاني من من 1550 إلى 1300 قبل الميلاد، حيث أن مرحلتها A9 (في الخندق T2) قد تمثل بشكل بديل استيطانا برونزيًا متوسطًا/برونزيًا متأخرًا، أو استيطانا ميتانيًا في القرن السادس عشر قبل الميلاد. في فترة التنقيب اللاحق، حُدِدَت المرحلة الأعمق A10 على أنها مزيج من الفخار البرونزي الأوسط والفخار الميتاني، والتي تعتبر في مطلع الفترة الانتقالية من منتصف إلى أواخر العصر البرونزي (أواخر القرن السابع عشر - أوائل القرن السادس عشر قبل الميلاد).
من الناحية الأثرية، تتميز المرحلة الأولى من ميتاني في منطقة الجزيرة بوجود أواني الخابور متأخرة من قرابة 1600 إلى 1550 ق. م. حيث كان هذا الفخار استمرارية من العصر البابلي القديم غير الميتاني. من قرابة 1550 إلى 1270 ق. م. تطورت أواني نوزي الملونة (وهي أكثر أنواع الفخار المميزة في ميتاني) لتصبح معاصرة لأواني الخابور الصغير.

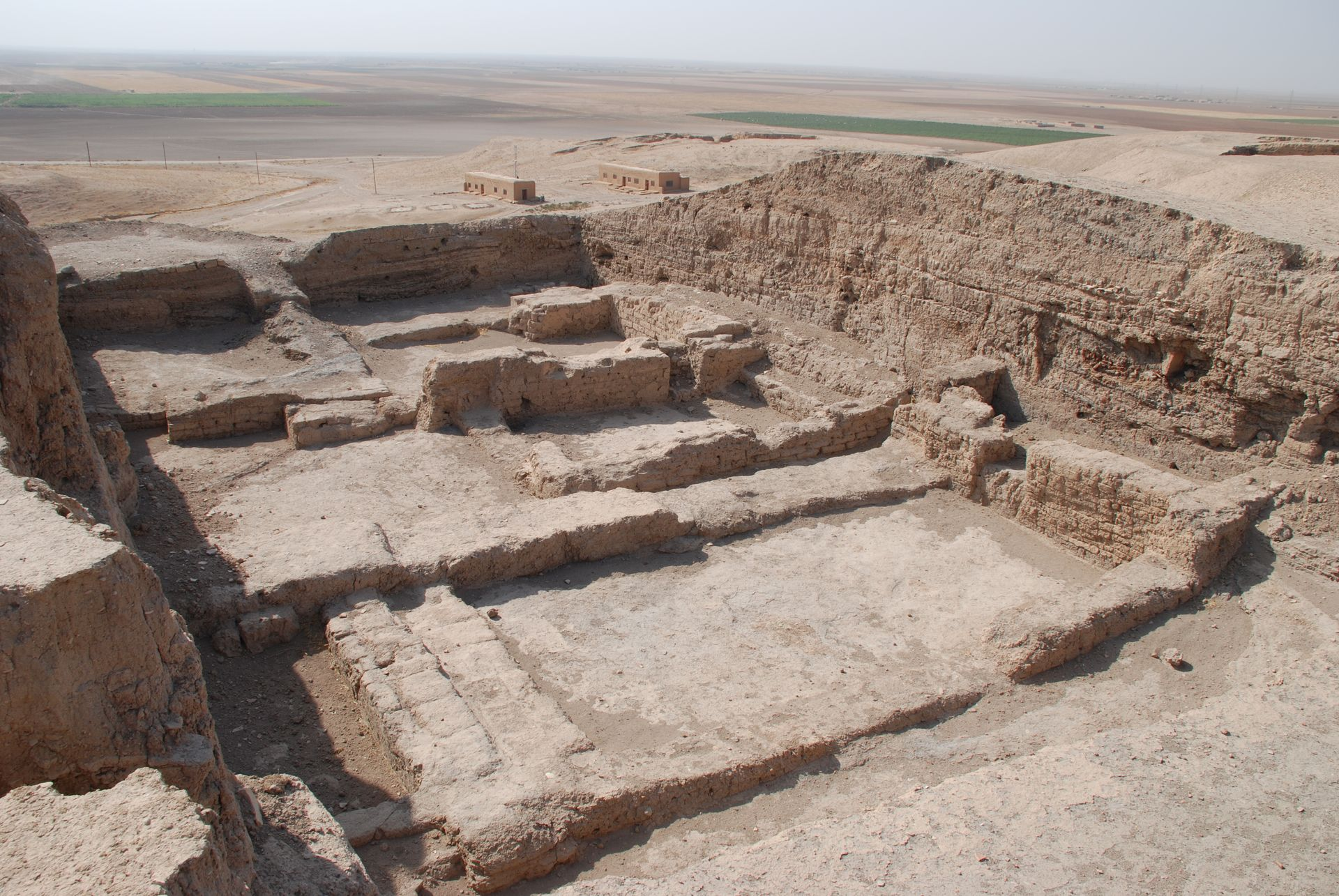
أنقاض قصر عصر ميتاني في تل براك

عُثِرَ على أواني نوزي مرسومة على أنها أواني فخارية مميزة في مواقع ميتاني في بداية العصر البرونزي المتأخر منذ قرابة 1550 ق. م. على الأقل. أصل هذا الفخار المزخرف هو سؤال لم يُحَّلَ بعد، ولكن ٱقترح أن تطورا سابقا محتملا كقطع بحر إيجة أواني كاماريس بواسطة الباحث بيكوريليا (2000)، وادعى الباحث سيباستيانو سولدي أن تل براك كانت واحدة من أولى المراكز المتخصصة في إنتاج قطع أواني نوزي الملون هذه. تدعم التحليلات على العينات الافتراض بأنها ٱنتجت محليًا في مراكز مختلفة في جميع أنحاء مملكة ميتاني وبأنها حظيت بتقدير خاص في منطقة الجزيرة، لكنها تظهر بشكل متقطع فقط في المدن السورية الغربية مثل ألالاخ وأوغاريت.
في بداية تاريخها، كان المنافس الرئيسي لميتاني هو مصر تحت حكم الأسرة المصرية الثامنة عشر. ومع ذلك، مع صعود الإمبراطورية الحيثية أقامت مملكة ميتاني ومصر تحالفًا لحماية مصالحهما المشتركة من تهديد الهيمنة الحيثية. كانت منطقة كبيرة تمتد من شمال غرب الشام إلى شرق دجلة تحت سيطرة ميتاني في ذروة قوتها خلال القرن الخامس عشر والنصف الأول من القرن الرابع عشر قبل الميلاد. كان لميتاني بؤر استيطانية متمركزة في عاصمتها واشوكاني، التي حدد علماء الآثار موقعها على منابع نهر الخابور. واسمها يذكّر بالكلمة الكردية «باشكاني» (باش بمعنى جيد وكاني بمعني بئر أو مصدر) التي تُترجم إلى «مصدر الخير» أو «مصدر الثروة». ويرى بعض الباحثين أن مدينة «سيكاني» القديمة بُنيت في موقع واشوكاني وأن خرائبها قد تكون تحت تل الفخيرية قرب غوزان بسوريا. حكمت سلالة ميتاني شمال منطقة نظام نهري دجلة والفرات بين قرابة 1600 ق.م و1350 ق.م. في النهاية، استسلمت مملكة ميتاني لهجمات الحيثيين ولاحقًا للهجمات الآشورية وتقلص وضعها من مملكة مستقلة إلى وضع مقاطعة للإمبراطورية الآشورية الوسطى بين 1350 ق.م و1260 ق.م.

## جغرافيا

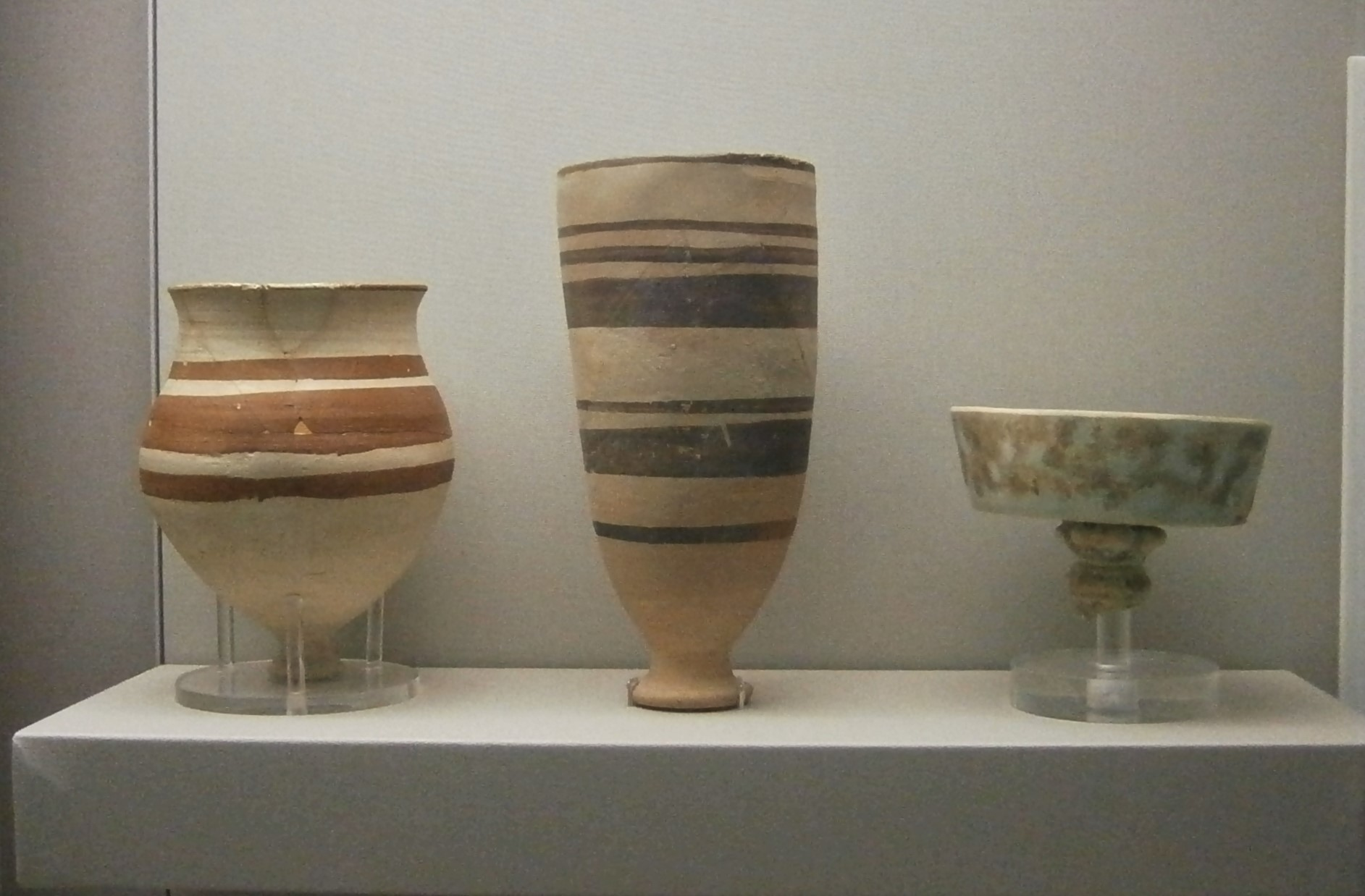
أدوات المائدة الفاخرة - بلاد الرافدين العليا

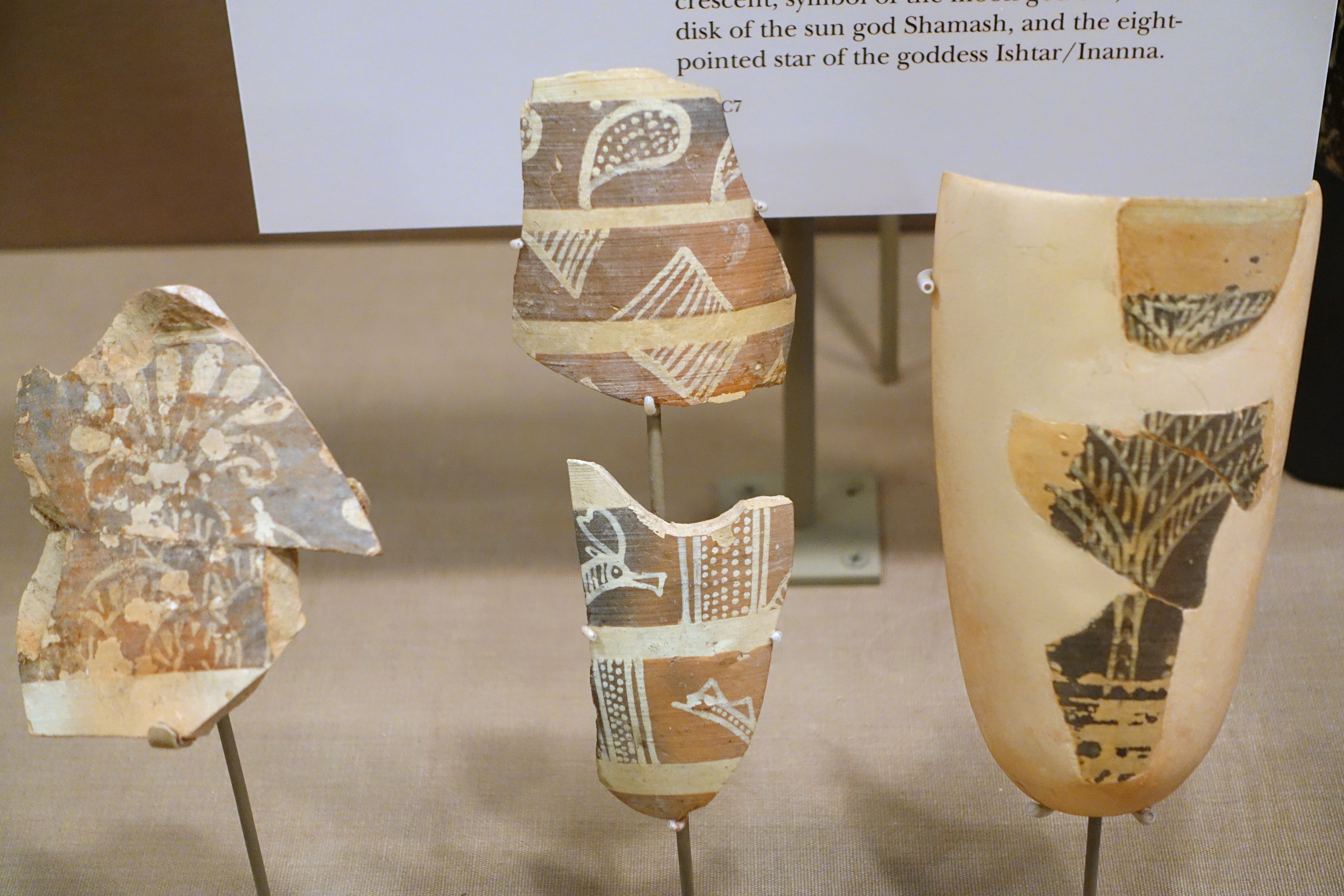
أواني نوزي - متحف المعهد الشرقي، جامعة شيكاغو

سيطرت مملكة ميتاني على طرق التجارة أسفل نهر الخابور إلى ماري وأعلى نهر الفرات من هناك إلى كركميش. كما سيطروا لبعض الوقت على الأراضي الآشورية في أعالي دجلة ومنابعه في نينوى وأربيل وآشور ونوزي. وكان من بين حلفائهم كيزواتنا في جنوب شرق الأناضول؛ موكيش التي تمتد بين أوغاريت وقطنا غرب نهر العاصي إلى البحر؛ ومملكة نيا التي كانت تسيطر على الضفة الشرقية لنهر العاصي من ألالاخ نزولاً عبر حلب وإبلا وحماة إلى قطنا وقادش. في الشرق، كانت لدى مملكة ميتاني علاقات جيدة مع الكيشيين.
امتدت أرض ميتاني في شمال الشام من جبال طوروس إلى الغرب وحتى الشرق حتى نوزي (قرب كركوك الحديثة) ونهر دجلة في الشرق. جنوباً، امتدت من حلب عبر (نوخاششي) إلى مملكة ماري على نهر الفرات شرقاً. كان مركزها في وادي نهر الخابور، بعاصمتين : تايتي وواشوكاني («تايدو») و(«أوشوكانا») على التوالي كما هو مذكور في المصادر الآشورية. كان موقع واشوكاني في تل الفخيرية كما تشير الحفريات الأثرية الألمانية الأخيرة. كانت المنطقة بأكملها تدعم الزراعة بدون ري صناعي ورُبِيَت الماشية والأغنام والماعز. وهي تشبه إلى حد كبير آشور في المناخ، وقد استوطنها السكان الأصليون الحوريون والأموريون.

## السكان

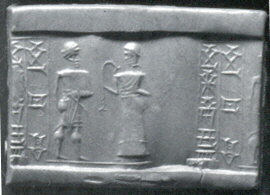
طبعة ختم أسطواني، قرابة القرنين السادس عشر والخامس عشر قبل الميلاد، ميتاني

من الصعب التأكد بشأن المجموعة الإثنية لأهل ميتاني. تحتوي رسالة بحيثية حول تدريب خيول العربات التي كتبها كيككولي، وهو كاتب من ميتاني على عدد من المصطلحات الهندوآرية. اقترحت الباحثة أنيليس كامينهوبر أن هذه المفردات مشتقة من لغة هندو-إيرانية لا تزال غير مقسمة، لكن أظهر مانفريد مايرهوفر وجود السمات الهندوآرية على وجه التحديد.
غالبًا ما تكون أسماء الطبقة الأرستقراطية الميتانية من أصل هندوآري، كما تظهر لدى آلهتهم أيضًا جذورًا هندوآرية ميترا، فارونا، إندرا، ناساتيا). ذُكِرَت هذه الآلهة الهندوآرية في معاهدتين بين ميتاني وهاتي من خاتوشا : (معاهدة KBo I 3) و(معاهدة KBo I 1 ونسخها المكررة)، الملوك المعنيون هم شاتيوازا من ميتاني وسابيليوليوما الأول الحيثي. يعتبر المتحف البريطاني أن هذه الوثائق تعود إلى قرابة عام 1350 قبل الميلاد.

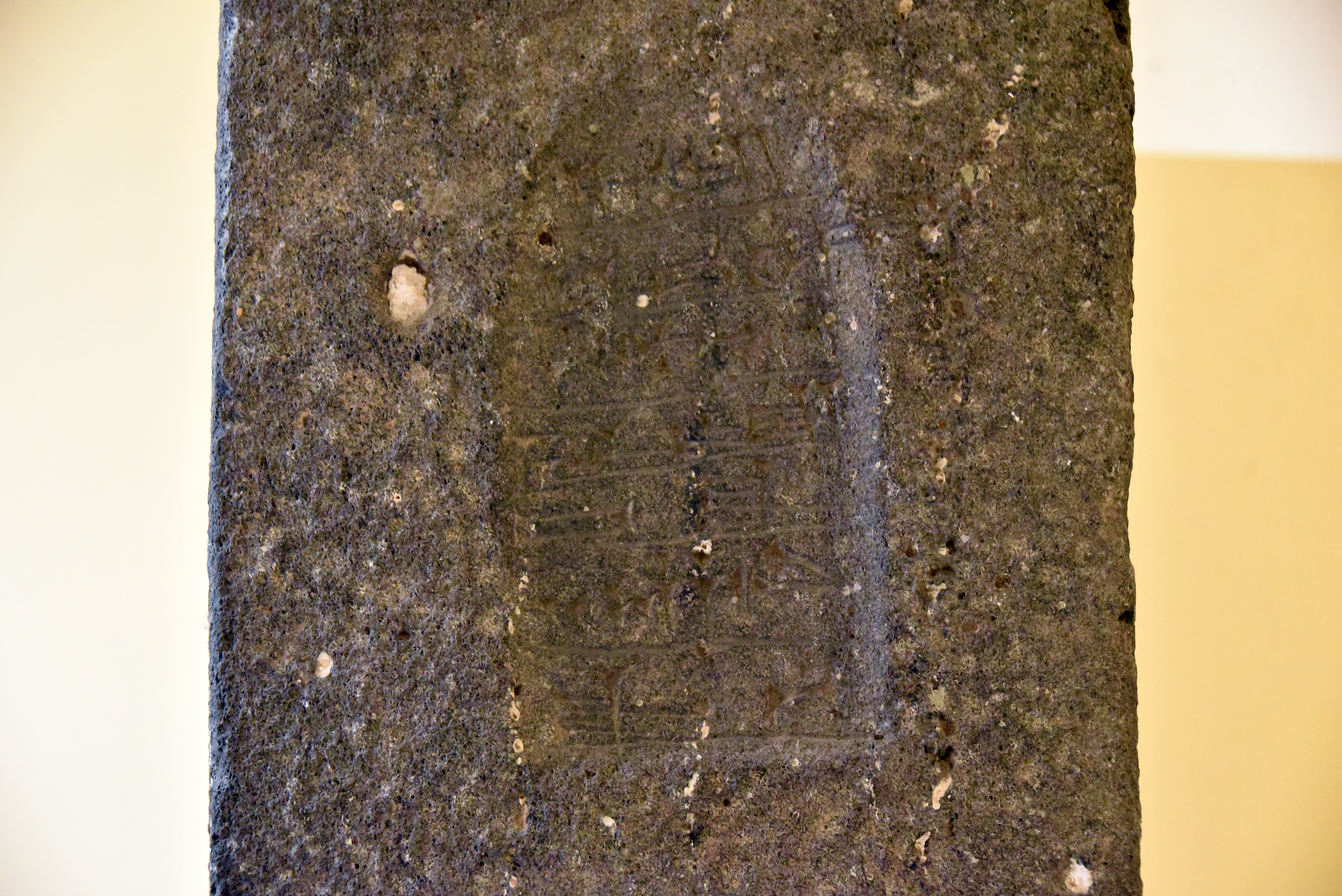
شاهدة ليمو، من هانيغالبات للوزير مردوخيا. الفترة الميتانية، القرن الثالث عشر قبل الميلاد. متحف الشرق القديم، إسطنبول

لا تعتبر اللغة الحورية وهي لغة عامة الناس لا لغة هندو-أوروبية ولا لغة سامية. ترتبط اللغة الحورية باللغة الأورارتية وهي لغة أورارتو وكلاهما ينتميان إلى عائلة اللغات الحورو-أورارتية. ولا يمكن استنتاج أي شيء آخر من الأدلة الحالية. يشير مقطع حوري في رسائل العمارنة - وهو مقطع مؤلف عادةً باللغة الأكدية - كونها اللغة المشتركة في ذلك الوقت - إلى أن العائلة المالكة لميتاني كانت تتحدث اللغة الحورية في ذلك الوقت أيضًا. تقول الباحثة غويندولين ليك بخصوص ذلك:
توجد أدلة على أن حاملي الأسماء في اللغة الحورية وجدوا في مناطق واسعة من سوريا وشمال بلاد الشام التي تقع بوضوح خارج منطقة الكيان السياسي المعروف لآشور باسم «هانيغالبات». ليس هناك ما يشير إلى أن هؤلاء الأشخاص يدينون بالولاء للكيان السياسي لميتاني؛ على الرغم من استخدام بعض المؤلفين للمصطلح الألماني (بالألمانية: «Auslandshurriter») («المغتربون الحوريون»). في القرن الرابع عشر قبل الميلاد، حُكمت العديد من دول المدن في شمال الشام وكنعان من قبل أشخاص يحملون أسماء حورية وبعض الأسماء الهندية الآرية. إذا كان يمكن اعتبار هذا على أنه يعني أن سكان هذه الدول كانوا حوريين أيضًا، فمن الممكن أن تكون هذه الكيانات جزءًا من نظام حكم أكبر ذو هوية حورية مشتركة. غالبًا ما يُفْتَرَض ذلك، ولكن دون فحص نقدي للمصادر. تشير الاختلافات في اللهجة ومجموعة الآلهة المختلفة إقليميا (هيبات/شاوشكا، شاروما/تيلا إلخ) إلى وجود عدة مجموعات من الناطقين باللغة الحورية.
عبد شعب ميتاني نفس الآلهة الموجودة في ريجفدا ولكن كان لديهم أيضًا الآلهة المحلية الخاصة بهم. كانت آلهة ميتاني أيضًا أهم الآلهة في ريجفدا.

## تاريخ
لم يُعْثَر على مصادر محلية لتاريخ ميتاني حتى الآن. تستند الروايات حولها أساسًا إلى مصادر آشورية وحيثية ومصرية، فضلاً عن نقوش من أماكن مجاورة في سوريا. في كثير من الأحيان لا يمكن إقامة تزامن تاريخي بين حكام مختلف البلدان والمدن، ولا حتى إعطاء تواريخ مطلقة غير متنازع عليها. كما يعاني تعريف وتاريخ ميتاني من نقص في التمايز بين المجموعات اللغوية والعرقية والسياسية. ويعلق الباحث مارك فان دي ميروب قائلًا:

### ملخص

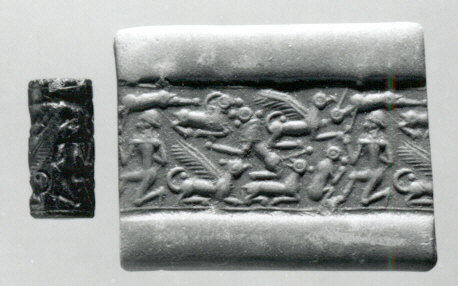
ختم الأسطوانة والانطباع الحديث: ذكر عاري، الفَتْخَاء، قرد، أسد، ماعز، قرابة القرن الخامس عشر/الرابع عشر قبل الميلاد، ميتاني

يُعتقد أن القبائل الحورية المتحاربة ودول المدن قد توحدت في ظل سلالة واحدة بعد انهيار بابل بسبب نهبها من قبل الملك الحيثي مورشيلي الأول وبسبب لغزو الكيشيين. خُلِق فراغ في السلطة في بلاد الرافدين العليا بسبب الفتح الحيثي لمدينة حلب (يمحاض)، وخلافة الملك الآشوري بوزور-آشور الثالث من قبل ملوك ضعفاء تابعين للحضارة الآشورية الوسطى، والصراع الداخلي بين الحيثيين. أدى هذا الفراغ إلى تشكيل مملكة ميتاني.
بدأ أول استخدام معروف (حتى الآن) للأسماء الهندية-الآرية لحكام ميتاني يبدأ بشوتارنا الأول الذي خلف والده كيرتا على العرش. وسع ملك ميتاني بارشاتاتار المملكة غربًا إلى حلب وجعل الملك الأموري إدريمي ملك ألالاخ ملكا تابعًا له، ويبدو أن خمسة أجيال تفصل هذا الملك (المعروف أيضًا باسم باراتارنا) عن صعود مملكة ميتاني. حولت مملكة كيزواتنا في الغرب ولاءها إلى ميتاني، وأصبحت آشور في الشرق إلى حد كبير دولة تابعة لميتاني بحلول منتصف القرن الخامس عشر قبل الميلاد. نمت الأمة في عهد شاوشتاتار، لكن الحوريين كانوا حريصين على إبقاء الحيثيين داخل مرتفعات الأناضول. كانت مملكة كيزواتنا في الغرب ومملكة إيشووا في الشمال حليفين مهمين لمملكة ميتاني ضد الحيثيين المعادين.
بعد عدة اشتباكات ناجحة مع المصريين للسيطرة على الشام، سعت مملكة ميتاني إلى السلام معهم، وشُكِلَ تحالف بينهما. كانت العلاقة ودية للغاية في عهد شوتارنا الثاني في أوائل القرن الرابع عشر قبل الميلاد، إذ أرسل ابنته غيلو-هيبا إلى مصر للزواج من الفرعون أمنحتب الثالث. وكانت ميتاني حينها في ذروة قوتها.
ومع ذلك، بحلول عهد الملك الآشوري إيريبا-أداد الأول (1390-1366 قبل الميلاد) بدأ تأثير ميتاني على آشور يتضاءل. انخرط إيريبا-أداد الأول في معركة سلالة للحكم بين توشراتا وشقيقه أرتاتاما الثاني وبعد ذلك ابنه شوتارنا الثاني، الذي أطلق على نفسه لقب ملك الحوريين أثناء طلب الدعم من الآشوريين. ظهر فصيل مؤيد للحوريين/الآشوريين في البلاط الملكي في ميتاني. وهكذا خفف عريبا-أداد الأول من نفوذ ميتاني على آشور، وأصبحت آشور بدورها تتمتع بنفوذ على شؤون ميتاني. هاجم الملك الآشوري آشور-أوباليط الأول (1365-1330 قبل الميلاد) ملك ميتاني شوتارنا الأول وضم أراضي ميتاني في منتصف القرن الرابع عشر قبل الميلاد، مما جعل آشور مرة أخرى قوة عظمى.
عند وفاة شوتارنا الأول، دخلت ميتاني في حرب لخلافته على الحكم. في نهاية المطاف، صعد على العرش توشراتا، ابن شوتارنا، لكن ضعفت المملكة ضعفًا شديدًا، وزادت كل من التهديدات الحيثية والآشورية. في الوقت نفسه، أصبحت العلاقة الدبلوماسية مع مصر باردة، بسبب خوف المصريين من القوة المتنامية للحيثيين والآشوريين. غزا الملك الحيثي سابيليوليوما الأول الدولة التابعة لميتاني في شمال الشام واستبدلها بواحدة تابعة له. اندلع صراع جديد على السلطة في العاصمة واشوكاني. دعم الحيثيون والآشوريون مدعين مختلفين للعرش. أخيرًا، احتل الجيش الحيثي العاصمة واشوكاني ونصب شاتيوازا، ابن توشراتا، ملكًا لميتاني تابعًا لهم في أواخر القرن الرابع عشر قبل الميلاد. قُلِصَت أراضي المملكة إلى وادي الخابور. لم يتخل الآشوريون عن مطالبهم بأراضي ميتاني، وفي القرن الثالث عشر قبل الميلاد، ضم الملك الآشوري شلمنصر الأول مملكة ميتاني لآشور. وتكتب الباحثة هيلين كانتور في ذلك:
فيما يلي ارتباط مبدئي بين ميتاني والممالك المجاورة حتى عهد توشراتا حسب الباحث ستيفانو دي مارتينو:
| ميتاني                        | مصر              | الحيثيون                       | ألالاخ  | كيزواتنا | تيرقا     |
| ----------------------------- | ---------------- | ------------------------------ | ------- | -------- | --------- |
| إمارة ميتاني                  | -                | خاتوشيلي الأول                 | -       | -        | -         |
| قيام مملكة ميتاني             | -                | مورشيلي الأول                  | -       | -        | -         |
| أولى الشهادات على وجود ميتاني | تحتمس الأول      | -                              | -       | -        | -         |
| كيرتا (؟)                     | -                | -                              | -       | -        | -         |
| شوتارنا الأول (؟)             | -                | -                              | -       | -        | ؟ قيش-أدو |
| باراتارنا الأول               | ؟ تحتمس الثالث ؟ | زيدانتا الثاني                 | إدريمي  | بيليا    | ؟ قيش-أدو |
| شاوشادات (؟؟)                 | -                | -                              | -       | -        | -         |
| بارشاتاتار                    | -                | -                              | -       | -        | -         |
| شوشاتاتار                     | ؟ تحتمس الثالث ؟ | تودخاليا الأول/تودخاليا الثاني | نيقيمبا | شوناشورا | ؟ قيش-أدو |
| باراتارنا الثاني (؟؟)         | -                | -                              | -       | -        | -         |
| أرتاتاما الأول                | تحتمس الرابع     | -                              | -       | -        | -         |
| شوتارنا الثاني                | أمنحتب الثالث    | -                              | -       | -        | -         |
| أرتاشومارا (أوثي)             | -                | -                              | -       | -        | -         |
| توشراتا                       | أخناتون          | سابيليوليوما الأول             | -       | -        | -         |

### المملكة المبكرة
في وقت مبكر من العصر الأكدي، من المعروف أن الحوريين عاشوا شرق نهر دجلة على الحافة الشمالية لبلاد الرافدين وفي وادي الخابور. انتقلت المجموعة التي أصبحت ميتاني تدريجياً جنوباً إلى بلاد ما بين النهرين قبل القرن السابع عشر قبل الميلاد. تزعم فرضية عن بدايات ميتاني أنها كانت بالفعل مملكة قوية في نهاية القرن السابع عشر أو في النصف الأول من القرن السادس عشر قبل الميلاد، وبأن بدايتها تعود إلى ما قبل زمن الفرعون تحتمس الأول بوقت طويل إلى زمن الملوك الحيثيين خاتوشيلي الأول ومورشيلي الأول.
ذُكر الحوريون في نصوص نوزي الخاصة في أوغاريت وفي الأرشيفات الحيثية في خاتوشا (بوغاز كوي). تذكر النصوص المسمارية من مملكة ماري حكام دول المدن في أعالي بلاد ما بين النهرين بأسماء أمورية وحورية. وُثِّق الحكام بأسماء حورية أيضًا في أورشوم وخشوم، وألواح التي عثر عليها في ألالاخ (الطبقة السابعة، من الجزء الأخير من العصر البابلي القديم) تذكر أشخاصا بأسماء حورية عند مصب نهر العاصي. لا يوجد دليل على أي غزو من الشمال الشرقي. بشكل عام، أخذت مصادر دراسة أسماء الأعلام هذه كدليل على التوسع الحوري في الجنوب والغرب.
يذكر أثر حيثي لربما يعود لعهد مورشيلي الأول «ملك الحوريين» («لوگال إرين.ميش حوري»). ٱستخدم هذا المصطلح آخر مرة للملك توشراتا من ميتاني، في رسالة من رسائل تل العمارنة. كان اللقب المعتاد للملك هو «ملك الرجال الحُرَّيين» (دون وجود «كور» والتي تعني الإشارة إلى الدولة). يُعتقد أن القبائل الحورية المتحاربة ودول المدن قد اتحدت في ظل سلالة واحدة بعد انهيار بابل بسبب نهب الحيثيين من قبل مورشيلي الأول وغزو الكيشيين. خُلِق فراغ في السلطة في بلاد الرافدين العليا بسبب الفتح الحيثي لمدينة حلب (يمحاض)، وخلافة الملك الآشوري بوزور-آشور الثاني من قبل ملوك ضعفاء تابعين للحضارة الآشورية الوسطى، والصراع الداخلي بين الحيثيين. أدى هذا الفراغ إلى فراغ في بلاد ما النهرين وإلى تشكيل مملكة. كان المؤسس الأسطوري لسلالة ميتاني ملكًا يُدعى كيرتا، وتبعه الملك شوتارنا الأول. ولكن لا شيء معروف عن هؤلاء الملوك الأوائل.

### كيرتا وشوتارنا الأول
كيرتا هو ملك حوري أسطوري. يُعتقد أنه أسس سلالة ميتاني، لكن لا توجد نقوش معاصرة من عصره معروفة. لربما حكم قرابة عام 1540 ق. م. حسب التسلسل الزمني الأوسط. تعتبر شاهدة منصة طيبة لعالم الفلك المصري أمنمحات أقدم المراجع التي ذكرت مملكته. يجادل بعض العلماء بأن النصوص التي تحتوي على كيرتا كانت روايات أدبية شائعة ووبمثابة نوع من النقد الأدبي المناهض للملكية.
ذُكِرَ الملك شوتارنا الأول والذي كان ملكا لميتاني في وقت مبكر من تاريخ المملكة في ختم عُثِرَ عليه في ألالاخ. يذكر النقش «ابن كيرتا» وهو المرجع الوحيد الذي ٱكتشف عن هذا الملك حتى الآن. حكم هذا الملك في نهاية القرن السادس عشر قبل الميلاد (حسب التسلسل الزمني الأوسط).

### بارشاتاتار
يُعرف الملك بارشاتاتار (ويُعْرَف أيضا باسم باراتارنا) من اللوح المسماري في نوزي ومن نقش إدريمي ملك ألالاخ. لم تذكر المصادر المصرية اسمه. وتوجد افتراضات حول كونه ملك نهارين الذي حارب ضده الفرعون تحتمس الثالث في القرن الخامس عشر قبل الميلاد. يعتبر ما إذا كان «بارشا(تا)تار»، وهو اسم موجود في نقش نوزي آخر هو نفسه باراترنا أو ملك آخر موضع نقاش بين المؤرخين. يعتبر ج. أ. بيلمونتي مارين نقلاً عن ه. كلينغل أن هذا الملك المعروف أيضًا باسم باراتارنا قد حكم قرابة 1510–1490 ق. م. حسب التسلسل الزمني الأوسط.
تحت حكم الفرعون تحتمس الثالث عبرت القوات المصرية نهر الفرات ودخلت أراضي ميتاني. في مغيدو، حارب الفرعون تحالفًا يتكون من 330 من الأمراء وزعماء القبائل في ميتاني تحت حكم مملكة قادش في معركة مغيدو (القرن الخامس عشر قبل الميلاد). وأرسلت ميتاني قوات كذلك وشاركت في المعركة. يبقى حدوث ذلك سواء بسبب المعاهدات القائمة أو كرد فعل لتهديد مشترك مفتوحا للنقاش بين المؤرخين. فتح الانتصار المصري الطريق شمالاً.
شن تحتمس الثالث الحرب مرة أخرى في ميتاني في السنة 33 من حكمه. عبر الجيش المصري نهر الفرات في كركميش ووصل إلى بلدة تسمى إيرين (ربما إيرين الحالية، 20 كم شمال غرب حلب). أبحروا عبر نهر الفرات إلى إيمار (قرب مسكنة) ثم عادوا إلى ديارهم عبر ميتاني. كان البحث عن الأفيال في بحيرة نيجا مهمًا بما يكفي لإدراجها في السجلات. كانت هذه دعاية مثيرة للإعجاب، لكنها لم تؤد إلى أي حكم دائم. أصبحت المنطقة الواقعة في وسط نهر العاصي وفينيقيا فقط جزءًا من الأراضي المصرية.
سُجِلَتْ الانتصارات على ميتاني من الحملات المصرية في نوخاششي (الجزء الأوسط من الشام). ولكن هذا لم يؤد إلى مكاسب إقليمية دائمة. سيطر باراترنا أو ابنه شاوشتاتار على الجزء الداخلي من ميتاني حتى نوخاششي والأراضي الساحلية من كيزواتنا إلى ألالاخ في مملكة موكيش عند مصب نهر العاصي. لم يتمكن إدريمي من ألالاخ العائد من المنفى المصري من اعتلاء عرشه إلا بموافقة باراتارنا. وبينما كان إدريمي يحكم موكيش وأماو بقيت حلب تحت سلطة ميتاني.

### شاوشتاتار

الختم الملكي لشاوشتاتار

حكم شاوشتاتار ملك ميتاني قرابة 1500-1450 ق.م.، ويعتبره عدة مؤرخين أبرز ملوك ميتاني. نهب العاصمة الآشورية آشور في وقت ما في القرن الخامس عشر قبل الميلاد في عهد الملك الآشوري نور-إيلي، وأخذ الأبواب الفضية والذهبية للقصر الملكي إلى واشوكاني. ورد هذا الحدث في الوثيقة الحيثية اللاحقة معاهدة سوبليوما-شاتيوازا. ربما تكون دفعت آشور بهد نهبها جزية لميتاني حتى عهد الملك الآشوري إيريبا-أداد الأول (1390-1366 قبل الميلاد). لا يوجد أثر لذلك في قوائم الملوك الآشوريين. لذلك فمن المحتمل أنه قد حكم آشور سسلالة آشورية محلية تدين بالولاء المتقطع لمنزل شاوشتاتار. بُنِيَ معبدان للإله سين والإله شمش في آشور عندما كانت في وقت ما تابعة لميتاني.

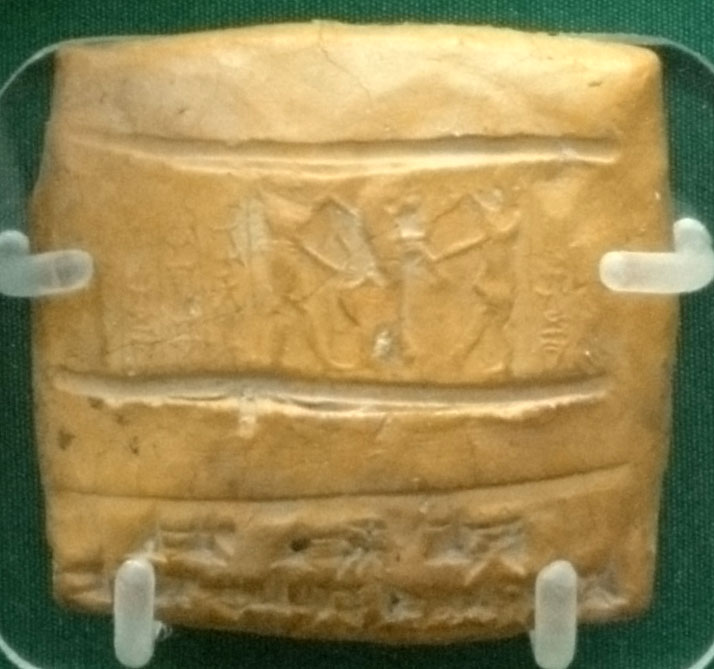
لوح مختوم عُثر عليه في ألالاخ يروي قضية قانونية قدمها الحاكم المحلي نيقيمبا، ملك ألالاخ أمام ملك ميتاني شاوشتاتار المتحف البريطاني

يبدو أن ولايتي حلب في الغرب ونوزي وأررابخا في الشرق قد دُمِجَتْ أيضًا تحت سلطة ميتاني تحت حكم شاوشتاتار. حُفِر قصر ولي العهد حاكم أررابخا، وٱكتشفت رسالة من شاوشتاتار في منزل شيلوي-تشوب. يُظهر ختمه أبطالًا وعباقرة مجنحين يقاتلون أسودا وحيوانات أخرى بالإضافة إلى شمس مجنحة. يعتبر هذا النمط مع العديد من الأشكال الموزعة على كامل المساحة المتاحة على أنه نمط حوري. يُظهر ختم ثان ينتمي إلى شوتارنا الأول ولكن استخدمه شاوشتاتار وُجِد في ألالاخ أسلوبًا أشوريا-أكديًا أكثر تقليدية.
ربما كان التفوق العسكري لميتاني قائمًا على استخدام عربات حربية ذات عجلتين، يقودها شعب «ماريانو». عُثِرَ على نص عن تدريب خيول الحرب كتبه «كيككولي الميتاني» في الأرشيف الذي عُثِرَ عليه في خاتوشا. وتوجد نظريات بين المؤرخين حول إمكانية رجوع فضل إدخال العربة الحربية في بلاد ما بين النهرين إلى أوائل ميتاني. يبدو أن ميتاني قد استعادت نفوذها في وادي العاصي الأوسط في عهد الفرعون المصري أمنحتب الثاني بعد أن غزاها الفرعون تحتمس الثالث من قبل. قَاتَلَ أمنحتب الثاني في الشام عام 1425 قبل الميلاد. ويفترض أنه قتاله ضد ميتاني أيضًا، لكنه لم يصل إلى نهر الفرات.

### أرتاتاما الأول وشوتارنا الثاني
أصبحت مصر وميتاني حليفين في وقت لاحق. وٱسْتُقبِل الملك شوتارنا الثاني نفسه في البلاط المصري. تبادلت المملكتان الرسائل الودية والهدايا الفخمة ورسائل طلب هدايا فخمة. كانت مملكة ميتاني مهتمة خصوصًا بالذهب المصري. وبلغ هذا ذروته في عدد من الزيجات الملكية: تزوجت ابنة الملك أرتاتاما من تحتمس الرابع. كانت كيلو-هيبا (أو غيلوخيبا) ابنة شوتارنا الثاني متزوجة من الفرعون أمنحتب الثالث الذي حكم في أوائل القرن الرابع عشر قبل الميلاد. في زواج ملكي لاحق، ٱرْسِلَت تادو-هيبا (أو تدوخيبا) ابنة ملك ميتاني توشراتا إلى مصر.
عندما مرض أمنحتب الثالث، أرسل له ملك ميتاني تمثالًا للإلهة شاوشكا (عشتار) من نينوى المشهورة بعلاج الأمراض. يبدو أن حدودًا دائمة إلى حد ما بين مصر وميتاني كانت موجودة بالقرب من قطنا على نهر العاصي. وكانت أوغاريت جزءًا من الأراضي المصرية. ربما كان السبب وراء سعي ميتاني للسلام مع مصر مشكلتها مع الحيثيين. شنَّ الملك الحيثي تودخاليا الأول بحملات ضد كيزواتنا وأرزاوا وإيشووا وحلب، وربما ضد ميتاني نفسها. قد تكون مملكة كيزواتنا قد سقطت في يد الحيثيين في ذلك الوقت.
في عهد شوتارنا الثاني، بلغت ميتاني قمة مجدها ونفوذها وصارت عضوًا في ما يُعرف اليوم ب«ممالك القوى العظمى» إلى جانب مصر القديمة والحيثيين وبلاد بابل وآشور. كما تعتبر أحد أكثر عهود ملوك ميتاني توثيقًا هي عهدي شوتارنا الثاني وابنه توشراتا، وسبب ذلك هو المراسلات المعروفة برسائل تل العمارنة، ولكن حتى هذان العهدان ليسا مكتملين.

### أرتاشومارا وتوشراتا

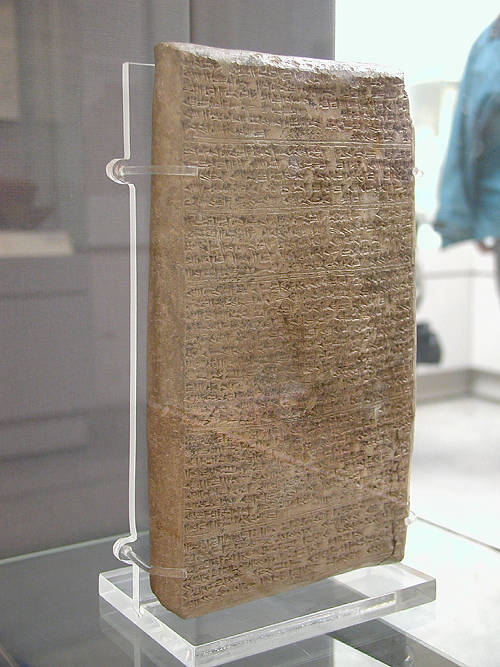
لوح مسماري يحتوي على رسالة من توشراتا ملك ميتاني إلى الفرعون المصري أمنحتب الثالث (من 13 حرفًا للملك توشراتا). المتحف البريطاني

خلف أرتاشومارا والده شوتارنا الثاني على العرش، لكنه قُتل على يد «أود-هي»، أو «أوثي». لم يكن مؤكدًا ما المؤامرات التي تلت ذلك، لكن أود-هي وضع توشراتا ابن آخر لشوتارنا الثاني على العرش. ربما كان صغيرًا جدًا في ذلك الوقت وكان يُقصد به أن يكون بمثابة ملك صوري فقط. ومع ذلك، فقد تمكن من التخلص من القاتل، ربما بمساعدة والد زوجته المصري.
ربما اشتبه المصريون في أن أيام ميتاني العظيمة كانت على وشك الانتهاء. من أجل حماية منطقتهم الحدودية السورية، استقبل الفرعون الجديد أخناتون بدلاً من ذلك مبعوثين من القوى الناشئة من الحيثيين والآشوريين. من المعروف من رسائل تل العمارنة أن مطالبة توشراتا اليائسة بالحصول على تمثال ذهبي من أخناتون تطورت إلى أزمة دبلوماسية كبرى. أضعفت الاضطرابات سيطرة مملكة ميتاني على المناطق التابعة لها واغتنم أزيرو ملك مملكة أمورو الفرصة وأبرم صفقة سرية مع الملك الحيثي سابيليوليوما الأول. استعاد الحيثيون تحت سلطة الملك سابيليوليوما الأول مملكة كيزواتنا التي انفصلت عن سلطتهم سابقا. غزا الملك الحيثي سابيليوليوما الأول بعد ذلك وادي الفرات الغربي وغزا مملكة أمورو ونوخاششي في ميتاني في ما يسمى بحملته السورية الأولى. ويكتب الباحث بول كريواكزيك عن ذلك:
أبرم سابيليوليوما الأول معاهدة مع أرتاتاما الثاني وهو ملك منافس لملك ميتاني توشراتا، وذلك وفقًا لمعاهدة سابيليوليوما-شاتيوازا اللاحقة. لا شيء معروف عن حياة أرتاتاما الثاني السابقة أو علاقته بالعائلة المالكة. يُدعى «ملك الحورّيين»، بينما حصل توشراتا على لقب «ملك ميتاني». بدأ الملك الحيثي سابيليوليوما الأول في نهب الأراضي الواقعة على الضفة الغربية لنهر الفرات وضم جبل لبنان. هدد توشراتا بشن غارة وراء نهر الفرات في حال سُرق حمل أو طفل واحد تابع لمملكته. في عهد الملك الآشوري إيريبا-أداد الأول (1390 - 1366 ق.م.) كان تأثير ميتاني على آشور يتضاءل. انخرط إيريبا-أداد الأول في معركة ملكية على الحكم بين توشراتا وشقيقه أرتاتاما الثاني وبعد ذلك مع ابنه شوتارنا الثالث، الذي أطلق على نفسه لقب ملك الحوريين بينما كان يسعى للحصول على الدعم من الآشوريين. ظهرت فصيل مؤيد للحريين/الآشوريين في البلاط الملكي في ميتاني.
وهكذا خفف إيريبا-أداد الأول من نفوذ ميتاني على آشور، ما جعل آشور بدورها تتمتع بنفوذ على شؤون ميتاني. ثم يروي سابيليوليوما الأول كيف انفصلت أرض إيشووا في أعالي نهر الفرات في زمن جده والتي فشلت محاولات استردادها. في عهد والده، تمردت مدن أخرى. يَدَعِي الملك الحيثي سابيليوليوما الأول أنه هزمهم لكن الناجين فروا إلى إقليم إيشووا التي كانت جزءًا من ميتاني. يعتبر بند إعادة الهاربين جزءًا من العديد من المعاهدات بين الدول ذات السيادة وبين الحكام والدول التابعة لذلك ربما شكل إيواء الفارين من قبل إيشووا ذريعة للغزو الحيثي لها. عبر جيش من الحيثيين الحدود ودخل إيشووا وأعاد الهاربين (أو الفارين أو حكومات المنفى) تحت الحكم الحيثي. ثم سار جيش الحيثيين عبر مناطق مختلفة باتجاه واشوكاني. يَدَعِي الملك الحيثي سابيليوليوما الأول أنه نهب المنطقة وأعاد النهب والأسرى والأبقار والأغنام والخيول إلى الحثثين. كما يَدَعِي أن توشراتا هرب رغم أنه من الواضح أنه فشل في الاستيلاء على العاصمة. أضعفت حملة الحيثيين هذه مملكة ميتاني لكنها لم تعرض وجودها للخطر.

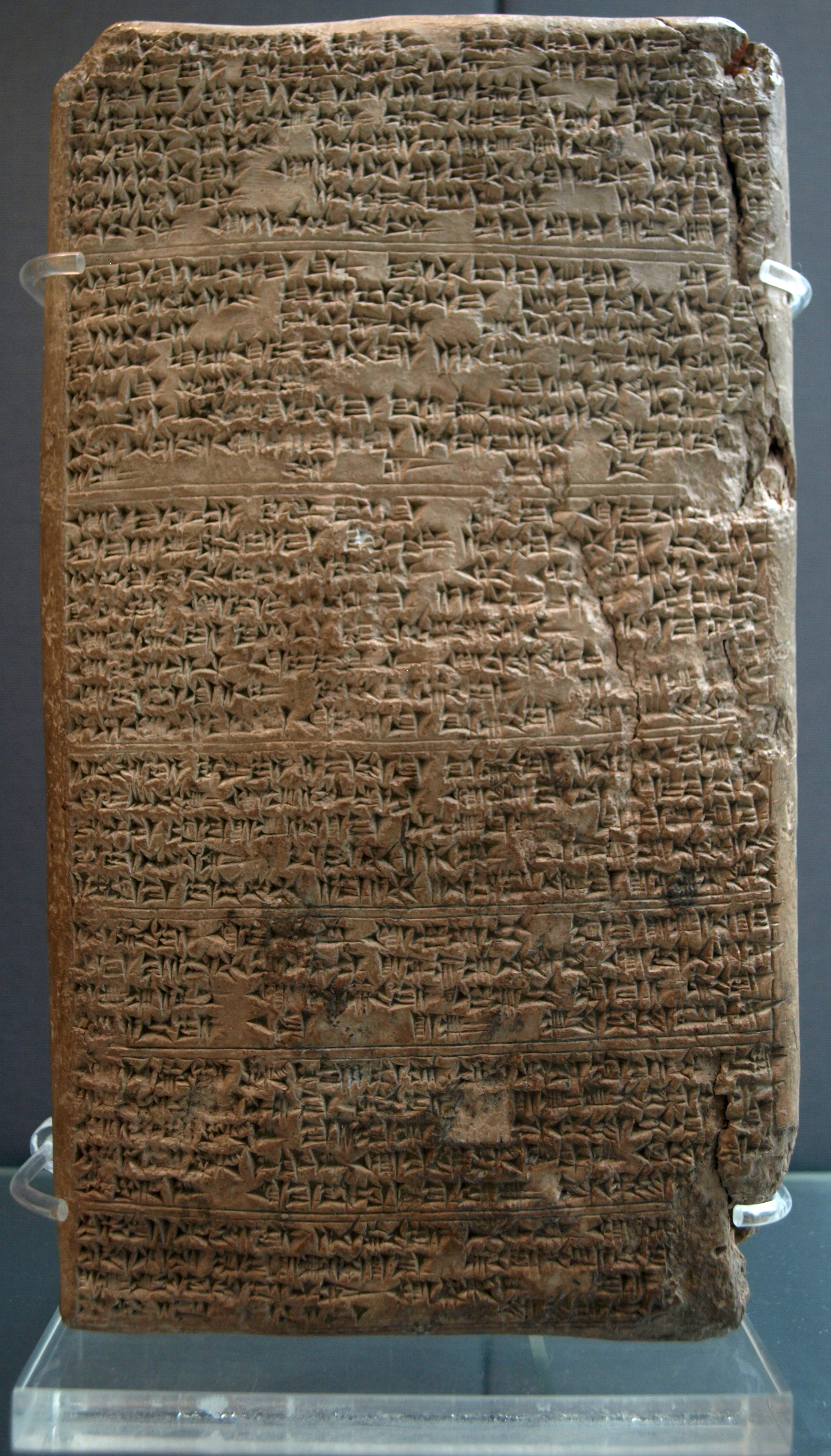
إحدى رسائل تل العمارنة المرسلة من توشراتا إلى الفرعون أمنحتب الثالث، بخصوص زواج ابنته تدوخيبا، المتحف البريطاني

في حملة ثانية، عبر الحيثيون مرة أخرى نهر الفرات وسيطروا على حلب وألالاخ ونيا وأراهاتي وأبينا وقطنا، بالإضافة إلى بعض المدن التي لم تُحْفَظ أسماؤها. تضمنت الغنائم من أراهاتي سائقي عربات ٱحْضِرُوا إلى حاتي مع جميع ممتلكاتهم. في حين أنه كان من الممارسات الشائعة دمج جنود العدو في الجيش حينها، يمكن أن يشير هذا يشير إلى محاولة حيثية لمواجهة عربات الحرب والتي تعتبر أقوى أسلحة ميتاني، وذلك من خلال بناء أو تعزيز قوات المركبات الخاصة بهم. بشكل عام، ادعى سابيليوليوما الأول أنه استولى على الأراضي «من جبل لبنان ومن الضفة البعيدة لنهر الفرات». لكن الحكام الحيثيين أو الحكام التابعين مذكورون فقط لبعض المدن والممالك. بينما حقق الحيثيون بعض المكاسب الإقليمية في غرب الشام، يبدو من غير المرجح أنهم أقاموا حكمًا دائمًا في شرق الفرات.

### شاتيوازا

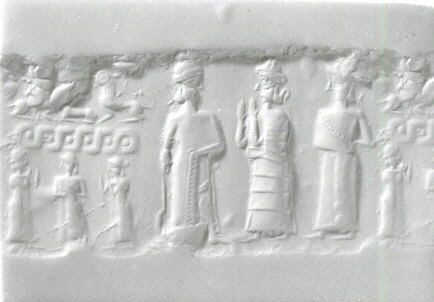
ختم الاسطوانة، قرابة 1500 - 1350 ق. م.، ميتاني

تآمر ابن توشراتا مع رعاياه وقتل والده من أجل أن يصبح ملكًا. أُجبر شقيقه شاتيوازا على الفرار. في الاضطرابات التي أعقبت ذلك، فرض الآشوريون حكمهم وغزو البلاد تحت حكم آشور-أوباليط الأول. اكتسب مدعي الحكم أرتاتاما/أتراتاما الثاني الحكم، وتلاه ابنه شوتارنا. يدعي سابيليوليوما الأول أن «كل أرض ميتاني دمرت وأرض آشور وأرض الشي المقسمة بينهما». ورغم أن آشور ضمّت أراضي ميتاني، إلا أن المملكة نجت.
حافظ شوتارنا (ويُعْرَف أيضا باسم كورتيوازا) بحكمة على علاقات جيدة مع آشور، وعادت إليها أبواب قصر آشور، التي استولى عليها شاوشتاتار من قبل. شكلت الغنيمة رمزا سياسيا قويا في بلاد الرافدين القديمة. ربما يكون الهارب شاتيوازا قد ذهب إلى بابل أولاً، لكن انتهى به الأمر في نهاية المطاف في بلاط الملك الحيثي، الذي زوجه إحدى بناته. حُفِظَت المعاهدة بين سابيليوليوما من الحيثيين وشاتيوازا من ميتاني وهي واحدة من المصادر الرئيسية عن هذه الفترة. بعد إبرام معاهدة سابيليوليوما-شاتيوازا، قاد بياشيلي، ابن سابيليوليوما جيشًا حيثيًا في ميتاني. وبحسب مصادر حيثية، عبر كل من بياشيلي وشاتيوازا نهر الفرات في كركميش وسارا باتجاه إيرريدو في منطقة ميتاني. وأرسلوا رسلًا من الضفة الغربية لنهر الفرات متوقعين ترحيبًا وديًا، لكن الناس كانوا مخلصين لحاكمهم الجديد ومتأثرين بثروات توشراتا كما يدعي سابيليوليوما.
أرسل شوتارنا رجالًا لتقوية القوات والعربات في منطقة إيرريدو، لكن الجيش الحيثي انتصر في المعركة ورفع شعب إيرريدو دعوى من أجل السلام. في غضون ذلك، سار جيش آشوري «بقيادة عربة حربية واحدة» في العاصمة واشوكاني. يبدو أن شوتارنا طلب المساعدة الآشورية في مواجهة التهديد الحيثي. من المحتمل أن القوة المرسلة لم تفِ بتوقعاته أو أنه غير رأيه. ورُفِضَ دخول الجيش الآشوري، وبدلاً من ذلك حوصرت العاصمة. يبدو أن هذا قد قلب المزاج العام للسكان ضد شوتارنا، وربما قرر غالبية سكان واشوكاني أنهم أفضل حالًا مع الإمبراطورية الحيثية من كونهم مع رعاياهم السابقين.
ٱرْسِل رسول إلى بياشيلي وشاتيوازا في إيرريدو، الذي نقل رسالته على الملأ عند بوابة المدينة. سار بياشيلي وشاتيوازا إلى واشوكاني واستسلمت لهما مدينتا حران وبكاريبا. وتلقيا أنباء عن تقدم الآشوريين أثناء تواجدهما في بكاريبا البلد المقفر حيث عانوا القوات من الجوع، لكن العدو لم يأتي. تابع الحليفان انسحاب القوات الآشورية إلى نيلابيني لكنهم لم يتمكنوا من فرض مواجهة. يبدو أن الآشوريين قد تراجعوا إلى ديارهم في مواجهة القوة المتفوقة للحيثيين. أصبح شاتيوازا ملكًا لميتاني، ولكن بعد أن استولى سابيليوليوما على كركميش والأرض الواقعة غرب نهر الفرات التي كان يحكمها ابنه بياشيلي. اقتصرت مملكة ميتاني على وديان نهر الخابور ونهر البليخ، وأصبحت تعتمد أكثر فأكثر على حلفائهم الحيثيين في خاتوشا.
يتحدث بعض العلماء عن كون مملكة ميتاني حينها مجرد مملكة دمى تابعة للحيثيين، كدولة عازلة ضد الدولة الأشورية القوية. بدأت آشور في عهد الملك الآشوري آشور أوباليط الأول في التعدي على مملكة ميتاني أيضًا. ٱحتلت مملكة نوزي الواقعة شرق دجلة ودُمِرَت. وفقًا لعالم الحيثيين تريفور ر. برايس، فُقِدَت ميتاني (أو هانيغالبات كما كان معروفًا) بشكل دائم لصالح مملكة آشور في عهد مورشيلي الثالث من الحيثيين الذي هزمه الآشوريون. كانت خسارته ضربة قوية لهيبة الحيثيين في العالم القديم وقوضت سلطة الملك الشاب على مملكته.

### شاتوارا الأول
تروي النقوش الملكية للملك الآشوري أداد-نيراري الأول (1307-1275 قبل الميلاد) تمرد الملك التابع شاتوارا من ميتاني وارتكابه أعمالاً عدائية ضد آشور. من غير الواضح كيف كان شاتوارا هذا مرتبطًا بسلالة أرتاتاما. يعتقد بعض العلماء أنه كان الابن الثاني لأرتاتاما الثاني، وشقيقا منافسا لشاتيوازا في يوم من الأيام. ادعى الملك أداد-نيراري أنه أسر الملك شاتوارا وأحضره إلى آشور، حيث أقسم اليمين كملك تابع لآشور. بعد ذلك، سُمح له بالعودة إلى ميتاني حيث دفع جزية منتظمة للملك أداد-نيراري. توجد مؤشرات پحدوث هذا في عهد الملك الحِثَّي مورشيلي الثاني، لكن لا يوجد تاريخ محدد.

### واساشاتا
على الرغم من القوة الآشورية، حاول واساشاتا ابن شاتوارا التمرد. طلب المساعدة الحيثية، لكن تلك المملكة كانت مشغولة بالصراعات الداخلية، وربما كانت مرتبطة بافتكاك خاتوشيلي الثالث للسلطة، ما دفع ابن أخيه مورشيلي الثالث إلى المنفى. أخذ الحيثيون أموال واساشاتا لكنهم لم يساعدوا، كما تبين نقوش أداد-نيراري. توسع الآشوريون أكثر، واحتلوا مدينة تايتي الملكية، واستولوا على واشوكاني وأماساكو وكهات وشورو ونابولا وحرة وشودوهو أيضًا. احتلوا إيرريدو ودمروها تمامًا وفرشوا الملح عليها. نُقِلَت زوجة وأبناء وبنات واساشاتا إلى آشور، مع الكثير من الغنائم وسجناء آخرين.
نظرًا لعدم ذكر واساشاتا نفسه، يُحتمل أنه نجا من الأسر. توجد رسائل لواساشاتا في الأرشيفات الحيثية. يعتقد بعض العلماء أنه أصبح حاكما لمملكة صغيرة تابعة لميتاني تسمى شوبريا. بينما غزا أداد-نيراري قلب ميتاني بين نهر البليخ ونهر الخابور من الحيثيين، لا يبدو أنه عبر نهر الفرات، وظلت كركميش جزءًا من المملكة الحيثية. بانتصاره على ميتاني، أصبح أداد-نيراري يُلَقب ب«الملك العظيم» («شارو رابو») في رسائل إلى الحكام الحيثيين.

### شاتوارا الثاني
في عهد شلمنصر الأول (1270-1240)، تمرد الملك شاتوارا الثاني من ميتاني، وهو ابن أو ابن أخ لوشاساتا، على النير الآشوري بمساعدة الحيثيين والرُحَّلِ أخلامو (الآراميين) قرابة عام 1250 ق. م. كان جيشه مُجهزًا جيدًا واحتل جميع الممرات الجبلية وأحواض المياه، إلى درجة أن الجيش الآشوري عانى من العطش أثناء تقدمهم.
ومع ذلك، حقق شلمنصر الأول انتصارًا ساحقًا لآشور على الحيثيين وميتاني. ويَدَعي أنه قتل 14,400 رجل؛ أما البقية فقد أصيبوا بالعمى ونُقلوا بعيدًا. تذكر نقوشه غزو تسعة معابد محصنة، وبأن 180 مدينة حورية «قد تحولت إلى تلال ركام»، ووبأن شلمنصر «قد ذبح مثل الغنم جيوش الحيثيين وحلفاءهم أحلامو». استولى الحيثيون على المدن من تايتي إلى إيرريدو، وكذلك كل من جبل كاشيار إلى إيلوهات وحصون سودو وحران وإلى كركميش على نهر الفرات. ويذكر نقش آخر بناء معبد للإله السومرب هدد/أدد في كهات، وهي مدينة تابعة لمملكة ميتاني يظهر أنها كانت محتلة كذلك.

### هانيغالبات كمقاطعة آشورية
رُحِّلَ جزء من السكان وعملوا كعمالة رخيصة. تشير الوثائق الإدارية إلى أن الشعير كان مخصصاً «للمهجرين من جذورهم» والمبعدين من ميتاني. على سبيل المثال، تلقى ميلي-ساه الحاكم الآشوري لمدينة ناحور الشعير لتوزيعه على الأشخاص المرحلين من شودوهو «كبذور وغذاء للثيران ولأنفسهم». بنى الآشوريون خط من التحصينات الحدودية ضد الحيثيين على نهر البليخ. كان يحكم ميتاني الوزير الأشوري إيلي-بادا وهو أحد أفراد العائلة المالكة والذي أخذ لقب ملك («شارو») هانيغالبات. سكن الوزير في المركز الإداري الآشوري المشيد حديثًا في تل صبي أبيض، والذي يحكمه الحاكم الآشوري تميت. لم يكن الآشوريون يتمتعون بالسيطرة العسكرية والسياسية فحسب ولكن يبدو أنهم سيطروا على التجارة أيضًا حيث لم تظهر أسماء تابعة للحوريين أو لميتاني في السجلات الخاصة في زمن شلمنصر.
تحت حكم الملك الآشوري توكولتي-نينورتا الأول (قرابة 1243-1207 ق. م.) كان هناك العديد من الترحيلات مرة أخرى من هانيغالبات (شرق ميتاني) إلى آشور، ربما فيما يتعلق ببناء قصر جديد. كما تشير النقوش الملكية إلى غزو الملك الحيثي لهانيغالبات، فقد يكون هناك تمرد جديد أو على الأقل دعم محلي لغزو الحيثيين. ربما نُهِبَت بلدات ميتاني في هذا الوقت حيث عُثِرَ على مستويات الدمار في بعض الحفريات التي لا يمكن تأريخها بدقة، مع ذلك. كان تل صبي أبيض، مقر الحكومة الآشورية في ميتاني في زمن شلمنصر، مهجورًا بين 1200 و1150 قبل الميلاد.
في زمن آشور-نيراري الثالث (قرابة 1200 ق. م.، بداية انهيار العصر البرونزي)، غزا الفريغيون وشعوب أخرى ودمروا الإمبراطورية الحيثية التي أضعفتها الهزائم ضد آشور. خسر الآشوريون مؤقتا بعض أجزاء هانيغالبات الخاضعة لهم لصالح الفريغيين أيضًا؛ لكن الآشوريين هزموا الفريغيين واستعادوا هذه الأراضي. لا يزال الحوريون يحتفظون بكاتموهو وبافو. في الفترة الانتقالية إلى العصر الحديدي المبكر،استقر الغزاة الآراميون في ميتاني.

## الركيزة اللغوية الهندوآرية
تظهر بعض الأسماء المرادفة والأسماء الصحيحة والمصطلحات الأخرى لميتاني تشابهًا وثيقًا مع اللغات الهندوآرية، مما يشير إلى أن النخبة الهندوآرية فرضت نفسها على السكان الحوريين في سياق التوسع الهندي-الآري. في معاهدة بين الحيثيين والميتانيين، سُمِيَت هذه الآلهة ذات الجذور الهندوآرية (ميترا، فارونا، إندرا، ناساتيا). تحتوي رسالة بحيثية حول تدريب خيول العربات التي كتبها كيككولي، وهو كاتب من ميتاني على عدد من المصطلحات الهندوآرية.
أفاد جاسبر إيدم في عام 2014 عن الدراسة السابقة التي أجراها الباحث فاروق إسماعيل، في إشارة إلى كلمة مارييانو التي عُثِرَ عليها في رسالة من تل ليلان في شمال سوريا يعود تاريخها إلى فترة ما قبل 1761 قبل الميلاد بقليل، وهو الوقت الذي كان فيه الحكم انتهى عهد زيمري ليم في منطقة مملكة ماري.
وفقًا لكرونن وآخرون (2018)، يمكن اعتبار هذا وجودًا لغويًا هنديًا آريًا مبكرًا في الشام قبل قرنين من تشكيل مملكة ميتاني، حيث يمكن اعتبار كلمة «ماريانو» شكلًا من أشكال «*ماريا» الهندوآرية، مما يعني الرجل أو الشاب، ككلمة مرتبطة بالشؤون العسكرية والمركبات.

## حكام ميتاني
| الحكام                  | حكم في                    | ملاحظات |
| ----------------------- | ------------------------- | --- |
| كيرتا                   | قرابة 1540 ق. م. (الأوسط) | - |
| شوتارنا الأول           | -                         | ابن كيرتا |
| بارشاتاتار أو باراتارنا | قرابة 1510 ق. م. (الأوسط) | ابن كيرتا |
| شاوشتاتار               | قرابة 1500 ق. م. (الأوسط) | معاصر لإدريمي ملك ألالاخ، نهب آشور                                                                                |
| أرتاتاما الأول          | -                         | أبرم معاهدة مع فرعون مصر تحتمس الرابع، وعاصر الفرعون أمنحتب الثاني                                                |
| شوتارنا الثاني          | -                         | تزوجت ابنته الفرعون أمنحتب الثالث في العام العاشر من حكمه                                                         |
| أرتاشومارا              | -                         | ابن شوتارنا الثاني، حكم لفترة قصيرة                                                                               |
| توشراتا                 | قرابة 1390 ق. م. (الأوسط) | معاصر للملك الحيثي سابيليوليوما الأول والفراعنة المصريين أمنحتب الثالث وأمنحتب الرابع، مذكور في رسائل تل العمارنة |
| أرتاتاما الثاني         | -                         | أبرم معاهدة مع الملك الحيثي سابيليوليوما الأول، حكم في نفس الوقت مع توشراتا                                       |
| شوتارنا الثالث          | -                         | معاصر للملك الحيثي سابيليوليوما الأول                                                                             |
| شاتيوازا أو كورتيوازا   | -                         | أصبحت ميتاني مملكة تابعًة للمملكة الحيثية                                                                          |
| شاتوارا الأول           | -                         | أصبحت ميتاني مملكة تابعًة لآشور تحت حكم أداد-نيراري الأول                                                          |
| واساشاتا                | -                         | ابن شاتوارنا |
| شاتوارا الثاني          | -                         | آخر ملوك ميتاني قبل الاحتلال الآشوري                                                                              |

يجب أن تؤخذ جميع التواريخ بحذر حيث وُضِعَت فقط من خلال المقارنة مع التسلسل الزمني لدول الشرق الأدنى القديمة الأخرى.

## الإرث
في غضون بضعة قرون من سقوط واشوكاني في أيدي آشور، أصبحت مملكة ميتاني آشورية بالكامل وآرامية لغويًا، وبدأ استخدام اللغة الحورية غير محبذ في جميع أنحاء الإمبراطورية الآشورية الحديثة. ومع ذلك، يبدو أن اللغة الأورارتية وهي لهجة مرتبطة ارتباطًا وثيقًا بالحورية قد نجت في مملكة أورارتو الجديدة، في المناطق الجبلية في الشمال في المرتفعات الأرمنية. في القرنين العاشر والتاسع قبل الميلاد، لا يزال مصطلح هانيغالبات (ميتاني) يستخدم كمصطلح جغرافي في نقوش الملوك الآشوريين أداد -نيراري الثاني وشلمنصر الثالث.
في عام 2010، اكتشفت أطلال كمونة والتي يبلغ عمرها 3400 عام، وهو قصر من العصر البرونزي على ضفاف نهر دجلة في كردستان العراق الحديثة. أصبح من الممكن حفر الأنقاض في عام 2019 عندما تسبب الجفاف في انخفاض منسوب المياه انخفاضًا كبيرًا. نَقَّب فريق علمي من علماء آثار ألمان وعراقيون عن هذه الآثار. واكتشف الفريق ما لا يقل عن 10 ألواح طينية.
وقال العلماء بأن «هذا أحد أهم الاكتشافات الأثرية في المنطقة خلال العقود الأخيرة». ويرتفع القصر المكتشف 65 قدماً عن نهر دجلة، وشُيد مدرج من الطوب الطيني فيما بعد لتعزيز ثبات المبنى، مما أضاف إلى تصميم القصر والذي يُعرف باسم «كيميون»، والذي صُمم بعناية من جدران مصنوعة من الطوب الطيني تصل سماكتها إلى مترين. وأضاف العلماء بأن القصر «مصمم بعناية مع جدران طينية داخلية ضخمة من الطوب يصل سمكها إلى مترين. ويصل ارتفاع بعض الجدران لأكثر من مترين». وبأنهم وجدوا «أيضا بقايا لوحات جدارية بألوان زاهية باللونين الأحمر والأزرق، تعود للألفية الثانية قبل الميلاد. ربما كانت الجداريات سمة نموذجية للقصور في الشرق الأدنى القديم، ولكن نادراً [ما يعثر عليها] محفوظة».

### باللغة العربية
- أحمد محمود. تاريخ مملكة ميتّاني الحورية. 2013.
- هبة النجار. الفخار الحوري - الميتاني ظهوره وتطوره وانتشاره. 2012.
- حسن إسماعيل شوال. الصراع الحيثي الميتاني المصري للسيطرة على سورية في القرنين السادس عشر والخامس عشر قبل الميلاد. 2005.
- جمال ندا صالح. الدولة الميتانية دراسة في تاريخ السياسي والحضاري. 2010.

### باللغة الإنجليزية
- Durant, W. Our Oriental Heritage. Simon & Schuster, 2010.
- Kantor, H. J. "Mitanni." Oriental Institute of Chicago, Plant Ornament in the Ancient Near East, Ch. XIV, pp. 1–42.
- Kriwaczek, P. Babylon: Mesopotamia and the Birth of Civilization. St. Martin's Griffin, 2012.
- Leick, G. The A to Z of Mesopotamia. Scarecrow Press, 2010.
- Pritchard, J. B. The Ancient Near East, Volume I: An Anthology of Texts and Pictures. Princeton University Press, 2019.
- Van De Mieroop, M. A History of the Ancient Near East ca. 3000 - 323 BC. Blackwell Publishing, 2006.
- Trevor Bryce, Letters of the Great Kings of the Ancient Near East, Routledge, 2003, (ردمك 0-415-25857-X)
- Gaal, E. "The economic role of Hanilgalbat at the beginning of the Neo-Assyrian expansion." In: Hans-Jörg Nissen/Johannes Renger (eds.), Mesopotamien und seine Nachbarn. Politische und kulturelle Wechselbeziehungen im Alten Orient vom 4. bis 1. Jahrtausend v. Chr. Berliner Beiträge zum Vorderen Orient 1 (Berlin, Reimer 1982), 349–354.
- Harrak, Amir "Assyria and Hanilgalbat. A historical reconstruction of the bilateral relations from the middle of the 14th to the end of the 12th centuries BC." Studien zur Orientalistik (Hildesheim, Olms 1987).
- Kühne, Cord "Politische Szenerie und internationale Beziehungen Vorderasiens um die Mitte des 2. Jahrtausends vor Chr. (zugleich ein Konzept der Kurzchronologie). Mit einer Zeittafel." In: Hans-Jörg Nissen/Johannes Renger (eds.), Mesopotamien und seine Nachbarn. Politische und kulturelle Wechselbeziehungen im Alten Orient vom 4. bis 1. Jahrtausend v. Chr. Berliner Beiträge zum Vorderen Orient 1 (Berlin, Reimer 1982), 203–264.
- Novák, Mirko: "Mittani Empire and the Question of Absolute Chronology: Some Archaeological Considerations." In: Manfred Bietak/Ernst Czerny (eds.): "The Synchronisation of Civilisations in the Eastern Mediterranean in the Second Millennium BC III"; Österreichische Akademie der Wissenschaften Denkschrift Band XXXVII; Wien, 2007; (ردمك 978-3-7001-3527-2); pp. 389–401.
- Starr, R. F. S. Nuzi (London 1938).
- Thieme، Paul (1960). "The 'Aryan' Gods of the Mitanni Treaties". Journal of the American Oriental Society. ج. 80 ع. 4: 301–317. DOI:10.2307/595878. ISSN:0003-0279. JSTOR:595878.
- Von Dassow, Eva Melita. Social Stratification of Alalah Under the Mittani Empire. [S.l: s.n.], 1997.
- Weidner, "Assyrien und Hanilgalbat." Ugaritica 6 (1969)
- Wilhelm, Gernot: The Hurrians, Aris & Philips Warminster 1989.

## وصلات خارجية
- ميتاني (livius.org)
- حفريات هولندية في تل صبي أبيض
- مقتطفات من نص معاهدة سابيليوليوما-شاتيوازا
- الجفاف في العراق يكشف النقاب عن قصر عمره 3400 عام لإمبراطورية غامضة